# 澳門巴士5路線
澳門巴士5路線是由新福利經營，往返媽閣和華大新村的巴士路線。

## 簡介及歷史
- 本線是澳門其中一條歷史悠久的路線，早在1949年1月1日已開設。

- 因澳門公共汽車公司突然以虧損為由停駛而停辦，1952年1月1日-21日曾暫停營運，後由福利營運。

- 1950年代中期，福利重組1、2、3、4路線合併入小環市線及5路線，並由當日起，日間班次延長由台山延長至關閘，17:30後則仍然以台山第七街為終點站。

- 由於本線過於擁擠，福利先後於1962年8月19日及1963年9月10日復駛1、2路線，以疏導本線客量。

- 1962年9月，往關閘方向繞經白朗古將軍大馬路、台山街市。

- 1964年，往關閘方向改為直行蓮峰球場至台山。

- 1972年1月，往關閘方向繞經白朗古將軍大馬路、台山街市，後多次改為直行蓮峰球場至台山。

- 1975年9月22日，福利曾開辦5A路線，由媽閣開出，經下環、皇宮、新馬路、南灣、水坑尾、荷蘭園、高士德、紅街市、逸園、台山、黑沙環、螺絲山、松山、山頂醫院、松山、二龍喉、新花園、水坑尾、南灣、新馬路、皇宮、下環、媽閣，每日只開14:30、15:50兩班車，1978年9月增至對開9班車，後於1979年7月4日由新開設的6路線所取代。

- 1977年5月，福利本來希望雙層巴士行走本線，更一度於6月9日向市政廳申請開設6路線（與本線相同，兩端總站為海傍總站及蓮峰廟）來輔助本線，並計劃於7月1日開通，惟市政廳提出若果本線使用雙層巴士，則過橋巴士不可行走新馬路，因而作罷。

- 1980年8月，因關閘馬路改為單行道往關閘，本線由關閘開出後，需要改經馬場東、黑沙環第六街。

- 1980年代末期，為配合關閘延長通關時間，本線所有班次均延長至關閘。

- 1986年3月，由關閘開出至黑沙環第六街後，改經黑沙環第五街，慕拉士、望廈體育館、黑沙環馬路、蓮峰廟接回原線。

- 1988年7月18日前，本線一直由福利營運。

- 1989年4月，由於關閘路況較差，經常需要維修，往關閘方向需改經拱形馬路、黑沙環馬路、慕拉士、黑沙環第五街、黑沙環第六街、高利亞上將、馬場東至關閘；往媽閣方向則改經巴波沙大馬路。而同樣因路面工程關係需要進行改線的2單程路線更一度延伸至關閘，在1988-1989年期間與本線幾乎完全重疊。直至1990年，關閘附近路面工程竣工，本線往返關閘至蓮峰廟間路線改為：往關閘經巴波沙大馬路；往媽閣經馬場大馬路、騎士馬路、看台街、關閘馬路。

- 1980年代末，新福利開辦特班車，由青洲聖若瑟中學單向往媽閣，只於上課日中午時段提供服務，主要接載青洲聖若瑟中學的學生放學，由青洲開出駛至蓮峰廟後，再依照5路線原線返回媽閣，後於1991年由新線28B路線所取代。

- 1992年，因水坑尾進行重整下水道及興建多座行人天橋，因而對該路段進行封閉，本線往媽閣方向的行程改為行經松山隧道及新口岸填海區，後改為永久調整。

- 2003年11月22日，為配合推出轉乘服務而開辦5短線，由南灣／羅保博士街單向往媽閣，後因客量不足取消。

- 2007年4月22日，本線縮短車程，取消停靠“提督馬路／白朗古”、“白朗古將軍馬路”、“台山街市”站，增加停靠“蓮峰游泳池”站。[1]

- 2009年前，曾不定時開辦5短線，由關閘開往至教育暨青年局後，經水坑尾街繼續按本線原線返回關閘。

- 2009年4月26日，交通事務局實施的第二階段巴士路線調整，其中開設5X路線，由關閘總站前往亞馬喇前地，服務時間為星期一至星期六07:30至08:30。[2]

- 2010年8月21日起，交通事務局檢討實施3個月的新馬路公交專道後，為避免所有巴士集中在永亨銀行外之巴士站上落客導致互相阻礙，同時藉以增加新馬路下段之人流，改善營商環境，本線取消停靠永亨銀行門外之巴士站，改停靠「金碧文娛中心」站。[3]

- 2010年12月8日，配合高士德下水道重整工程，往媽閣方向不經高士德、松山隧道，改經美副將、水塘馬路，後改為永久調整。

- 2011年8月28日，配合巴士站分流，本線取消停靠「約翰四世大馬路」站。

- 2016年1月16日，調整本線服務時間及班距為：
  - 往媽閣方向：服務時間為06:00-01:15，班距為5-8分鐘
  - 往關閘方向：服務時間為05:40-00:50，班距同上

- 2016年4月23日，取消停靠「媽閣廟前地」、「河邊新街／媽閣」站，改停靠「河邊新街／凱泉灣」站。[4]

- 2016年11月18日，因應路面實際情況及客況，安排本線的部分班次以跳站形式運行，若關閘周邊道路擁塞嚴重時，將由關閘總站開出後跳站至“市政狗房”站。[5]

- 2017年4月9日，本線恢復行經高士德、松山隧道，取消行經美副將，取消停靠“市政狗房”、“望廈炮台”、“愉景花園”及“羅理基／馬六甲街”，新增停靠“提督馬路／雅廉訪”、“高士德／連勝”、“高士德／賈伯樂”。[6]

- 2017年8月23日，颱風天鴿襲澳，關閘總站受到嚴重風暴潮破壞，本線改為循環線，循環點為「關閘馬路」站。[7]

- 2017年9月23日，配合新增5AX路線，因此上午時段班距由現時的5-8分鐘調整為6-8分鐘。[8]

- 2017年12月15日，配合輕軌媽閣站前期建造工程，西灣湖景大馬路近“媽閣總站”實施有限度通車。臨時停靠“澳門旅遊塔”站供乘客落車，而臨時巴士總站則設在“旅遊塔／行車隧道”站供巴士停泊及乘客上車。

- 2018年6月16日，新增停靠新設的「華大新村」站，取消停靠「關閘馬路」站。循環點同時改為「華大新村」站。

- 2018年6月30日，因新馬路排水系統工程影響，本線改以「澳門旅遊塔」站為起點站，期間暫不停靠「媽閣總站」、「河邊新街／凱泉灣」、「河邊新街／李道巷」、「火船頭街」、「新馬路／大豐」、「旅遊塔／行車隧道」站，直接停靠「南灣大馬路／時代」站。

- 2018年8月17日起，新馬路恢復雙向行車，本線恢復原線行駛。

- 2019年4月6日，為配合“內港北雨水泵站箱涵渠建造工程”，暫不停靠“金碧文娛中心”站。

- 2019年8月31日起，因“內港北雨水泵站箱涵渠建造工程”已完工，本線恢復原線停靠。

- 2019年9月28日煙花匯演，政府批准巴士公司增設點對點的特班車，本線加開特班車，由「旅遊塔／行車隧道」站中途不停站直達「關閘總站」，在兩場煙花後增開以疏導乘客。是繼2017年天鴿風災後，本線再一次進入關閘總站。

- 2020年1月20日起，“火船頭街”站改名為“內港客運碼頭”，並往司打口方向遷移。[9]

- 2020年3月12日起，“水坑尾街”站改名為“水坑尾／天神巷”。[10]

- 2020年10月1日，月滿琴澳煙花表演的舉行，交通事務局再次批准新福利增設點對點的特班車，本線加開特班車並獲得路線編號為5T，由「旅遊塔／行車隧道」站中途不停站直達「關閘總站」，在煙花表演完結後增開以疏導乘客。[11]

- 2022年6月23日至12月31日，因應羅理基博士大馬路行人天橋優化工程，暫不停靠“治安警察局”站。[12]

- 2022年6月25日至8月30日，因應市政署開展“雅廉訪大馬路排洪雨水管道下游管段擴容工程”，暫不停靠“蓮峰游泳池”站，並改停靠“白朗古將軍馬路”站。[13][14]

- 2022年7月11日至17日，因實施「全澳相對靜止管理」措施，本線暫停營運。[15]

- 2022年7月18日至22日，因宣佈延長“相對靜止管理”措施，本線維持上述措施。[16]

- 2022年7月23日起，因“相對靜止管理”結束，本線恢復營運。[17]

- 2022年12月3日起，本線總站調整至“媽閣交通樞紐”，取消停靠「澳門旅遊塔」、「旅遊塔／行車隧道」站；“媽閣總站”更名為“西灣湖景大馬路／媽閣碼頭”。[18][19][20][21][22][23]

- 2023年1月22日至24日、2月4日至5日，為配合文化局於新春期間舉行“新馬路任我行”步行區試行計劃，本線由“媽閣交通樞紐”站開出後直接停靠“南灣大馬路／時代”站，中途不停靠任何站點；往媽閣方向臨時新增停靠“亞馬喇前地”站，其後直接返回“媽閣交通樞紐”站。同時臨時增設特班車路線往返火船頭街至華大新村。[24][25][26][27]

- 2025年1月27日起，「金碧文娛中心」站改名為「新馬路／金碧坊」。

## 本線特色
- 除於1992年把往媽閣方向的行程改為行經松山隧道、新口岸填海區外，以及於2017年天鴿風災過後，改為循環線並撤出關閘總站。70多年來，行程都未有作出大規模修改。同時亦一直由同一公司（福利／新福利）營辦至今，可說是至今營運中且歷史最悠久的路線。

## 使用車輛
本線在福利時代，主要採用從英國購入的二手Bristol L5G（1939年-1950年出廠）及Bristol LS5G（1950年代出廠）行駛，在1980年代亦有較新的亞比安巴士行駛。1989年，新福利三菱FUSO大巴投入服務後不久便立即行駛本線（該款巴士亦同時行駛同樣客量龐大的3路線）。1997年-1999年間曾轉用Dennis Dart，1997年曾改用較短的平治O814型中巴行駛，並於1999年-2005年期間成為主車。隨著本線客量增長，平治O814型中巴行駛本線並不足以應付龐大需求，隨後多年新福利於是將大型巴士（包括1989年投入服務的三菱大巴）重新投放本線。
在2011年7月31日前，本線常見的車款如下：
- Dennis Dart SLF 10m
- 蘇州金龍KLQ6101G
- 蘇州金龍KLQ6930G
- 丹尼士飛鏢9.8米中巴

特見車：
- 五十鈴JCR460ZZ
- 三菱ROSA小巴（單門／雙門）
- Dennis Dart SLF11米大巴
- 猛獅13.230 HOCL/R
- 廈門金龍XMQ6103G
- 黃海DD6109S01
- 蘇州金龍（海格）KLQ6101GE3
- 蘇州金龍（海格）KLQ6930GE3

在2011年7月31日後，本線常見的車款如下：
- Dennis Dart SLF 11m
- 蘇州金龍KLQ6108GQ28
- 蘇州金龍KLQ6108GQ30
- 蘇州金龍KLQ6108GQ28E4
- 蘇州金龍KLQ6126G
- 蘇州金龍KLQ6129GQE4

2022年7月23日前：
- 蘇州金龍KLQ6115GQ
- 宇通ZK6128HG
- 蘇州金龍KLQ6108GQ28E4

2022年7月23日起：
- 宇通ZK6128HG
- 蘇州金龍KLQ6115GQ

2022年8月15日起：
- 蘇州金龍KLQ6115GQ
- 宇通ZK6128HG
- 蘇州金龍KLQ6108GQ28E4
- 蘇州金龍KLQ6108GQE5

2023年1月3日起：
- 蘇州金龍KLQ6115GQ
- 宇通ZK6128HG
- 蘇州金龍KLQ6116GHEV1

2023年1月9日起：
- 蘇州金龍KLQ6115GQ
- 宇通ZK6128HG
- 蘇州金龍KLQ6116GHEV1
- 蘇州金龍KLQ6116GHEV2

2023年2月2日起：
- 蘇州金龍KLQ6115GQ
- 宇通ZK6128HG
- 蘇州金龍KLQ6116GHEV1
- 蘇州金龍KLQ6116GHEV2
- 蘇州金龍KLQ6106GHEV
- 蘇州金龍KLQ6108GQ28E4

2023年8月起：
- 蘇州金龍KLQ6115GQ
- 蘇州金龍KLQ6116GHEV1
- 蘇州金龍KLQ6116GHEV2
- 蘇州金龍KLQ6106GHEV
- 蘇州金龍KLQ6108GQE5

2023年12月4日起：
- 蘇州金龍KLQ6115GQ
- 蘇州金龍KLQ6116GHEV1
- 蘇州金龍KLQ6116GHEV2
- 蘇州金龍KLQ6960GQE5

2024年3月起：
- 蘇州金龍KLQ6115GQ
- 蘇州金龍KLQ6106GHEV1
- 蘇州金龍KLQ6116GHEV2
- 蘇州金龍KLQ6108GQ28E4

2024年5月起：
- 蘇州金龍KLQ6106GHEV1
- 蘇州金龍KLQ6116GHEV2
- 蘇州金龍KLQ6108GQ28E4

2024年11月起：
- 蘇州金龍KLQ6106GHEV1
- 蘇州金龍KLQ6106GHEV2
- 蘇州金龍KLQ6116GHEV2

2024年12月起：
- 蘇州金龍KLQ6116GHEV2
- 蘇州金龍KLQ6116GHEV3
- 蘇州金龍KLQ6106GHEV1
- 蘇州金龍KLQ6106GHEV2

## 電牌
| 往關閘方向                    | 往關閘方向         | 往關閘方向 |
| 日期                          | 頭牌               | 圖例       |
| ----------------------------- | ------------------ | ---------- |
| 2017年8月23日前               | 關閘               |            |
| 2017年8月23日至2018年6月15日  | 關閘馬路（近關閘） |            |
| 2018年6月16日起               | 華大新村（近關閘） |            |
| 往媽閣方向                    |                    |            |
| 日期                          | 頭牌               | 圖例       |
| 2017年12月15日前              | 媽閣               |            |
| 2022年12月3日起               | 媽閣               |            |
| 2017年12月15日至2022年12月2日 | 旅遊塔             |            |

## 路線資料

### 收費
| 收費類別     | 收費類別                      | 收費類別             | 費用 |
| ------------ | ----------------------------- | -------------------- | ---- |
| 現金         | 現金                          | 現金                 | $6.0 |
| 境外支付工具 | 支付寶（內地及香港）          | 支付寶（內地及香港） | $6.0 |
| 境外支付工具 | 雲閃付 非綁定澳門銀聯卡       |                      | $6.0 |
| 境外支付工具 | 微信支付（內地及香港）        |                      | $6.0 |
| 境外支付工具 | 交通聯合 非澳門發行的全國通卡 |                      | $6.0 |
| 境內支付工具 | 澳門通                        | 全民卡               | $3.0 |
| 境內支付工具 | 澳門通                        | 學生卡               | $1.5 |
| 境內支付工具 | 澳門通                        | 長者卡               | 免費 |
| 境內支付工具 | 澳門通                        | 殘疾卡               | 免費 |
| 境內支付工具 | 聚易用＋                      | 聚易用＋             | $3.0 |

### 服務時間及班距
| 服務時間                     | 服務時間     | 星期一至六  | 星期日 （含公眾假期） |
| ---------------------------- | ------------ | ----------- | --------------------- |
| 媽閣交通樞紐                 | 媽閣交通樞紐 | 05:40-01:00 | 05:40-01:00           |
| 班距                         | 尖峰         | 6-8分鐘     | 7-9分鐘               |
| 班距                         | 離峰         | 8-15分鐘    | 9-15分鐘              |
| 懸掛8號風球後1小時開出尾班車 |              |             |                       |

### 路線停站
| 5    | 媽閣 ↺ 華大新村 | 媽閣 ↺ 華大新村          | 媽閣 ↺ 華大新村    |
| 序號 | 循環線          | 循環線                   | 循環線             |
| 序號 | 站號            | 站名                     | 輕軌站／出入境口岸 |
| 1    | M3              | 媽閣交通樞紐             | 媽閣站             |
| 2    | M198            | 西灣湖景大馬路／媽閣碼頭 |                    |
| 3    | M183/2          | 河邊新街／凱泉灣         |                    |
| 4    | M140/2          | 河邊新街／李道巷         |                    |
| 5    | M137/1          | 內港客運碼頭             | 內港客運碼頭       |
| 6    | M135/2          | 新馬路／大豐             |                    |
| 7    | M167            | 南灣大馬路／時代         |                    |
| 8    | M144/3          | 水坑尾／天神巷           |                    |
| 9    | M76/2           | 盧廉若公園               |                    |
| 10   | M84/1           | 高士德／培正             |                    |
| 11   | M91             | 高士德／亞利鴉架街       |                    |
| 12   | M14             | 蓮峰游泳池               |                    |
| 13   | M284            | 華大新村                 |                    |
| 14   | M16/2           | 提督馬路／雅廉訪         |                    |
| 15   | M98             | 高士德／連勝             |                    |
| 16   | M88             | 高士德／賈伯樂           |                    |
| 17   | M155            | 東方拱門                 |                    |
| 18   | M157/2          | 治安警察局               |                    |
| 19   | M173/1          | 約翰四世大馬路           |                    |
| 20   | M171/1          | 中區／殷皇子馬路         |                    |
| 21   | M142            | 新馬路／金碧坊           |                    |
| 22   | M136/1          | 粵通碼頭                 |                    |
| 23   | M139/2          | 司打口                   | 內港客運碼頭       |
| 24   | M184            | 河邊新街／街市           |                    |
| 25   | M188            | 河邊新街／下環           |                    |
| 26   | M203/1          | 媽閣廟站                 |                    |
| 27   | M3              | 媽閣交通樞紐             | 媽閣站             |

## 客量
- 本線在40至80年代以來，是全澳所有路線當中客量較多的一條路線。然而隨著賭權的開放，本線客量亦不斷提升。但由於有較多路線與本線重疊，加上水坑尾至高士德一段在尖峰時段經常塞車，也成為了本線的隱憂。
- 根據2020年公報，本線在2019年度尖峰時段共開出63,786班次，乘車人次為6,859,139人次，平均每班接載107.5人次。

## 本線分流路線

### 特班車
- 第一代（青洲／自來水公司 → 媽閣）→ 澳門巴士28B路線
- 第二代（旅遊塔／行車隧道 → 關閘）→ 澳門巴士5T路線（已取消）
- 第三代（火船頭街 ↺ 華大新村）：澳門巴士5S路線（已取消）

### 支線／快線
- 澳門巴士5短線（第一／二代）（已取消）
- 澳門巴士5A路線 → 澳門巴士6路線 → 澳門巴士6A路線及澳門巴士6B路線
- 澳門巴士5AX路線 → 澳門巴士65路線
- 澳門巴士5X路線

## 曾計劃開通分流路線
- 1977年6月9日，福利向市政廳申請開辦全新6路線來輔助5路線，並計劃在7月1日開通。去程由海傍總站開出，經新馬路、水坑尾、荷蘭園、高士德馬路、提督馬路、到二區警署即台山行車天橋位置掉頭。回程經沿路經士多紐拜斯、水坑尾、約翰四世大馬路、殷皇子大馬路、回到海傍總站。並計劃以6-7輛雙層巴士行駛，服務時間在上午七時半至下午二時、及下午五時至晚上八時，每6分鐘一班。後因市政廳提出以過橋巴士不准進入新馬路作為交換條件而作罷。
- 1989年，新福利曾計劃開通4A路線，以分流5路線乘車壓力，有如4路線及5路線的混合版本，以由半邊橙開出，途經媽閣、新馬路、荷蘭園、高士德、提督馬路、關閘、提督馬路、沙梨頭、司打口、媽閣，返回半邊橙。
- 2016年11月18日當日，交通事務局公佈巴士公司可因應路面實際情況及客況，5路線設立特班車由關閘總站開出後改行其他順通路段，跳站至市政狗房站後恢復原線行駛，中途不途經看台街／騎士馬路、關閘馬路、三角花園站。 最後，因當天塞車情況有所舒緩，5路線特班車沒有投入服務。

## 圖片集

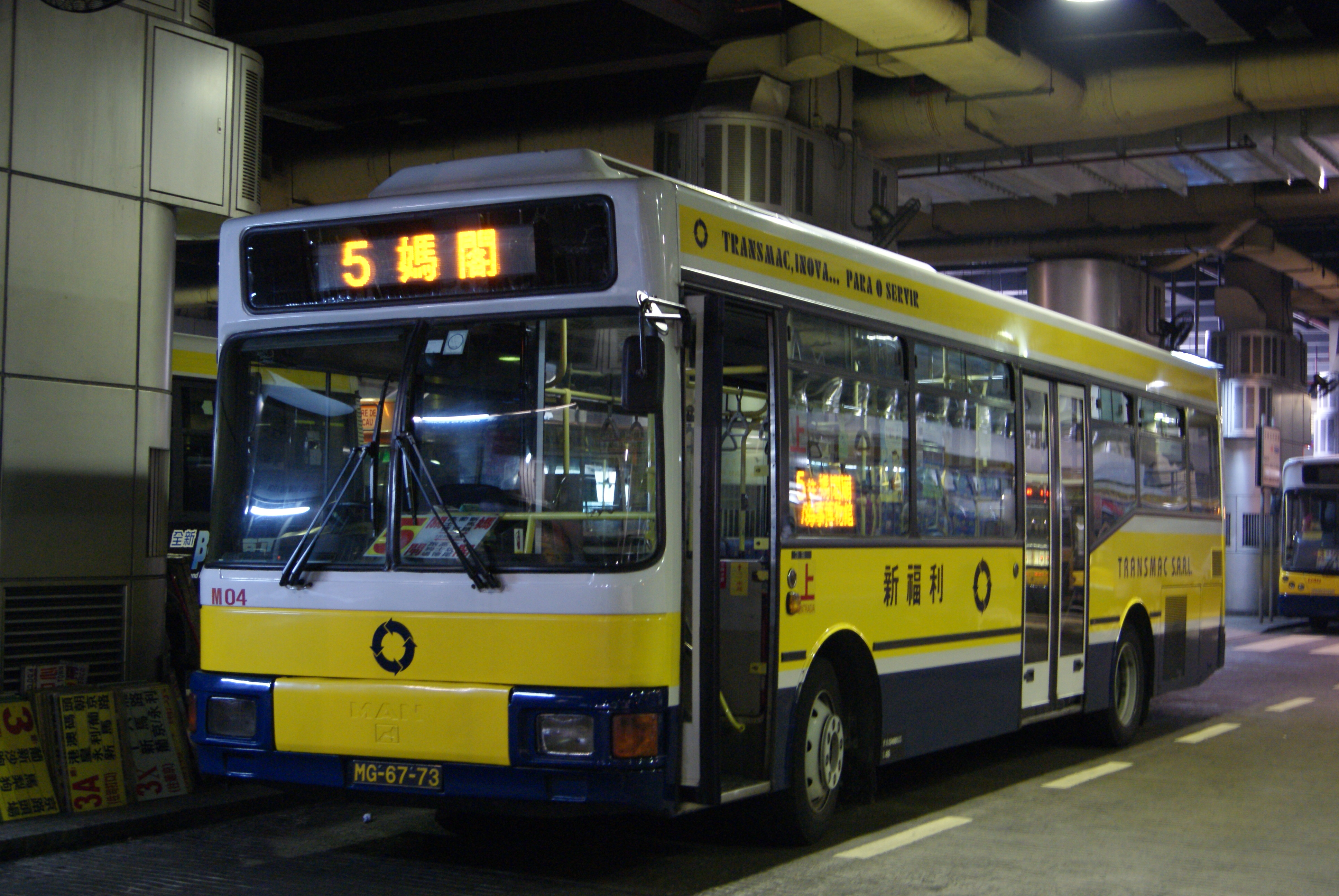
猛獅13.230 HOCL/R
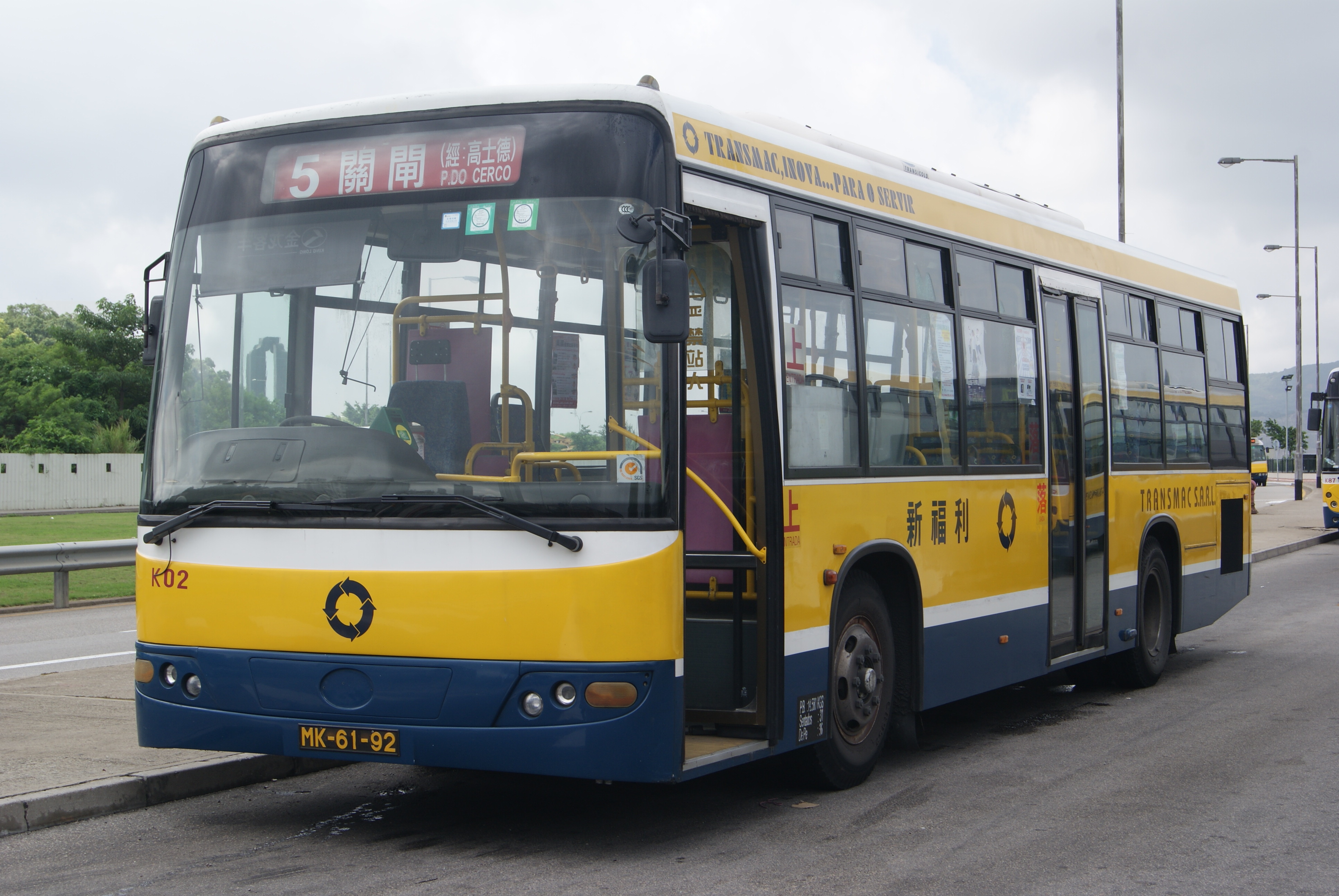
廈門金龍XMQ6103G
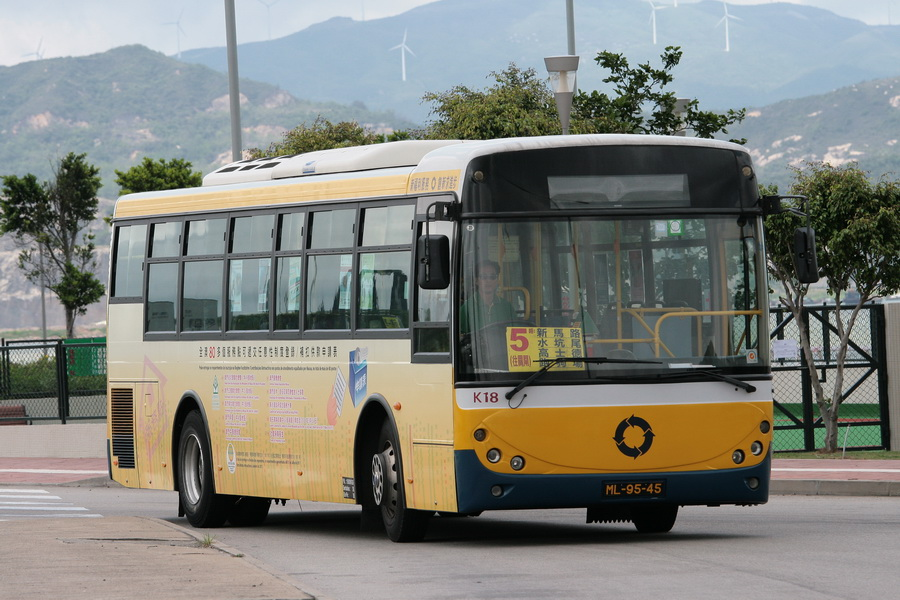
蘇州金龍KLQ6101G
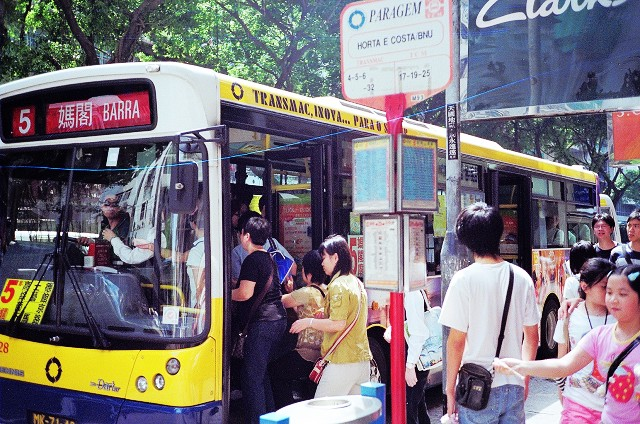
丹尼士飛鏢SLF
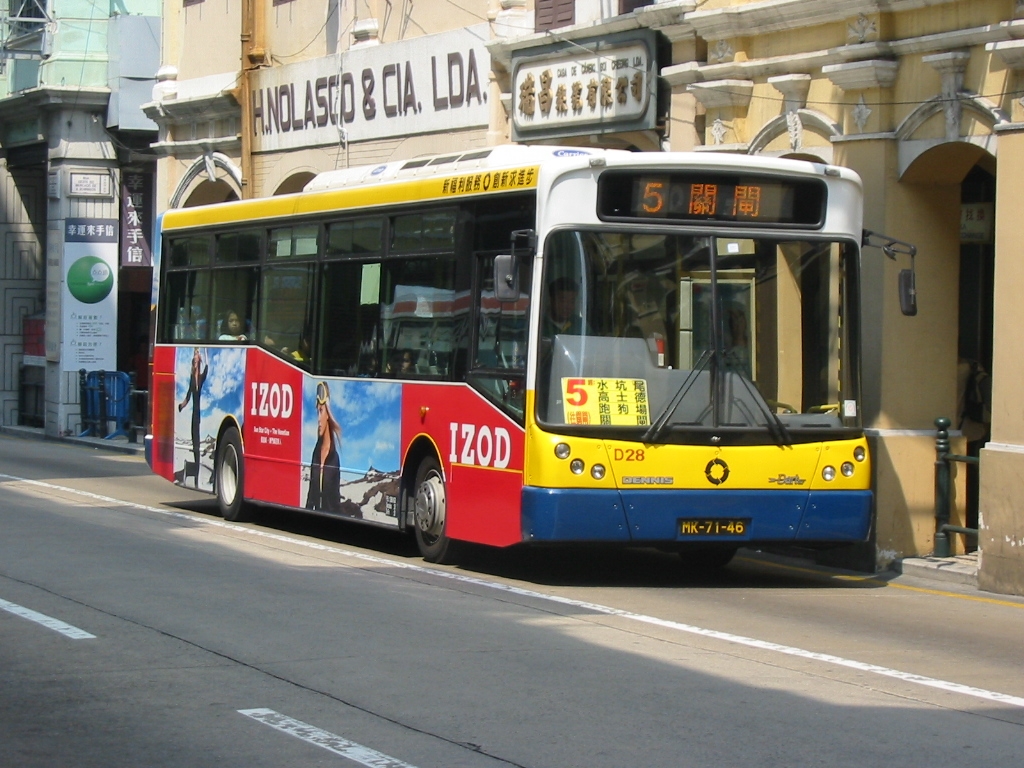
丹尼士飛鏢SLF
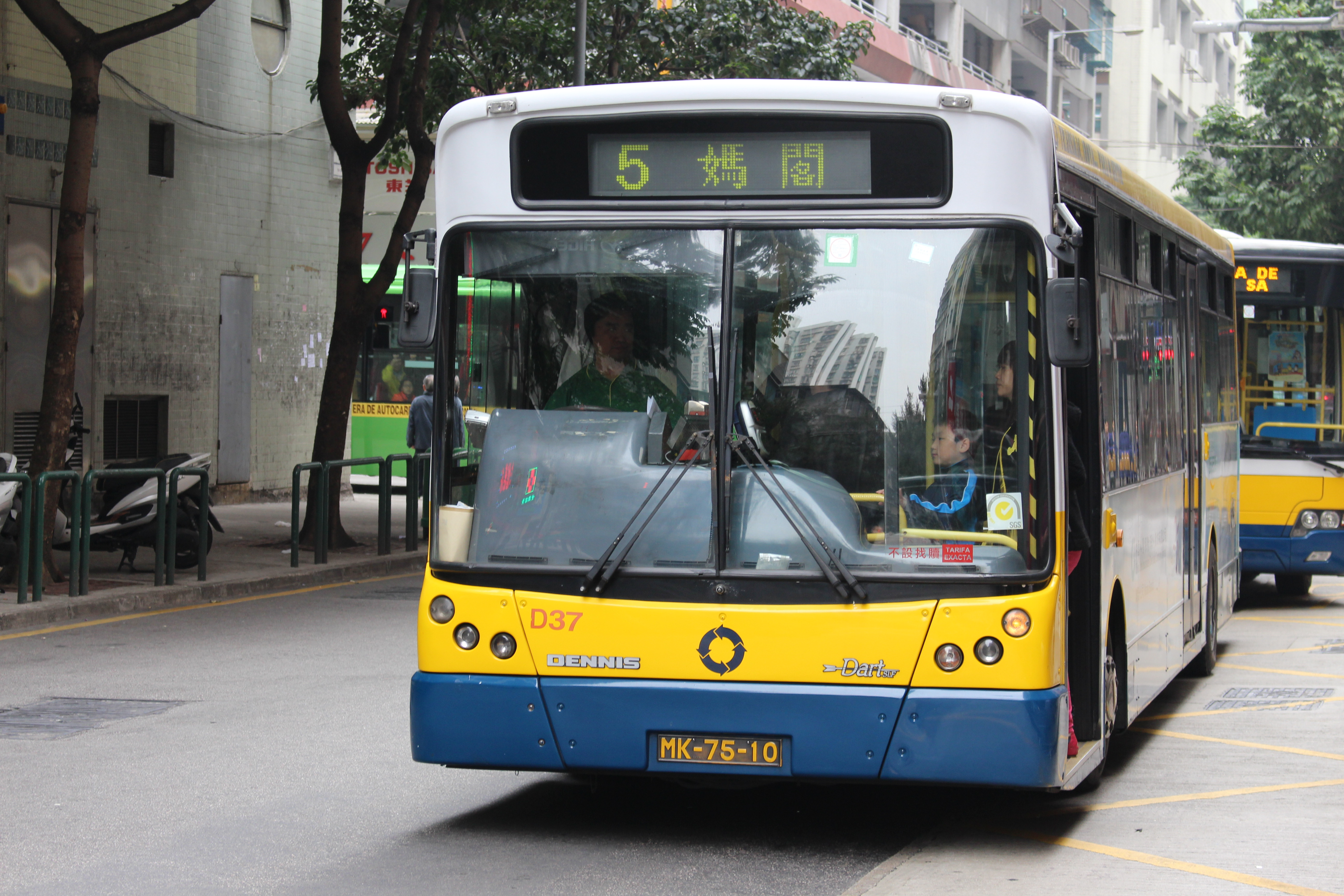
丹尼士飛鏢SLF
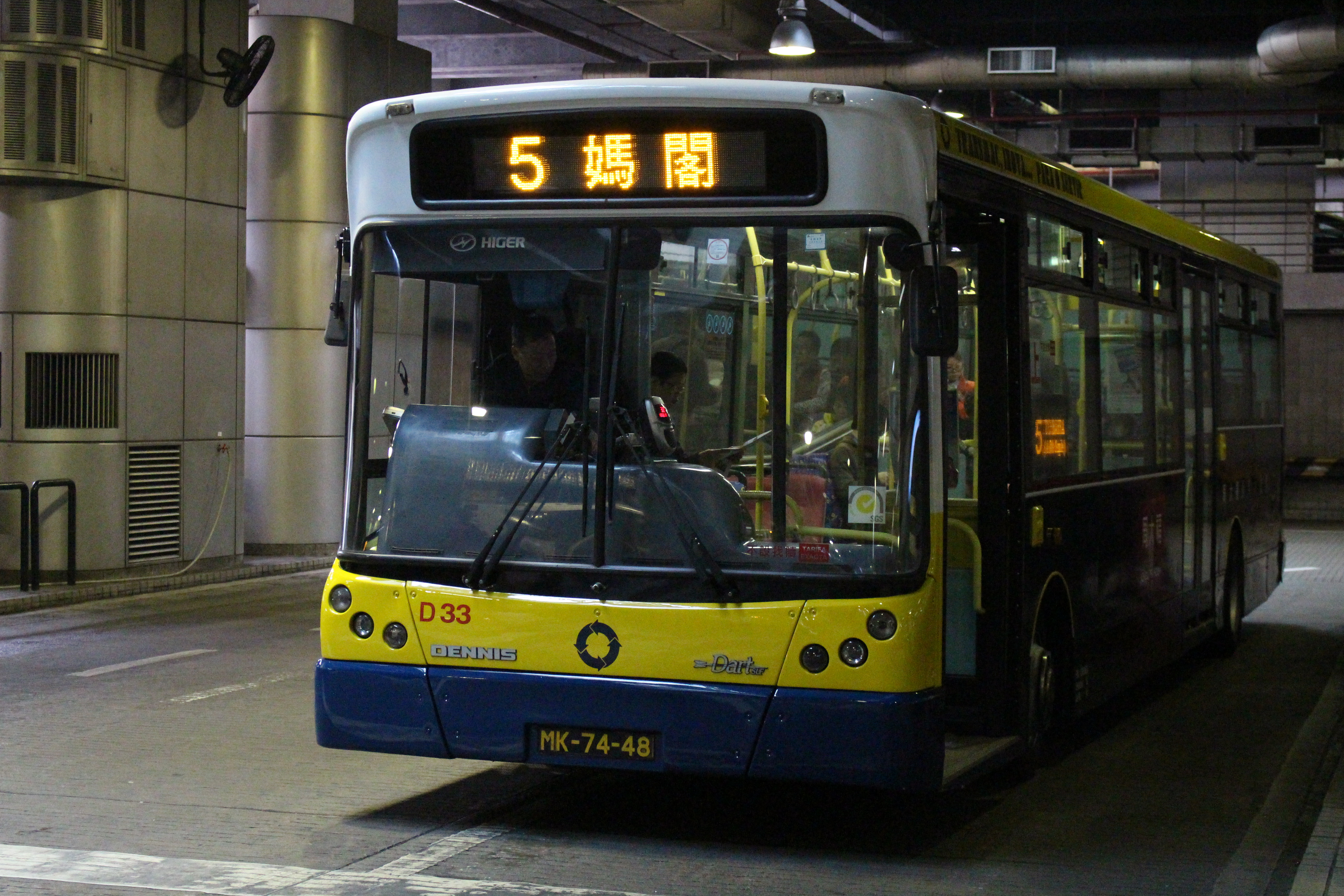
丹尼士飛鏢SLF
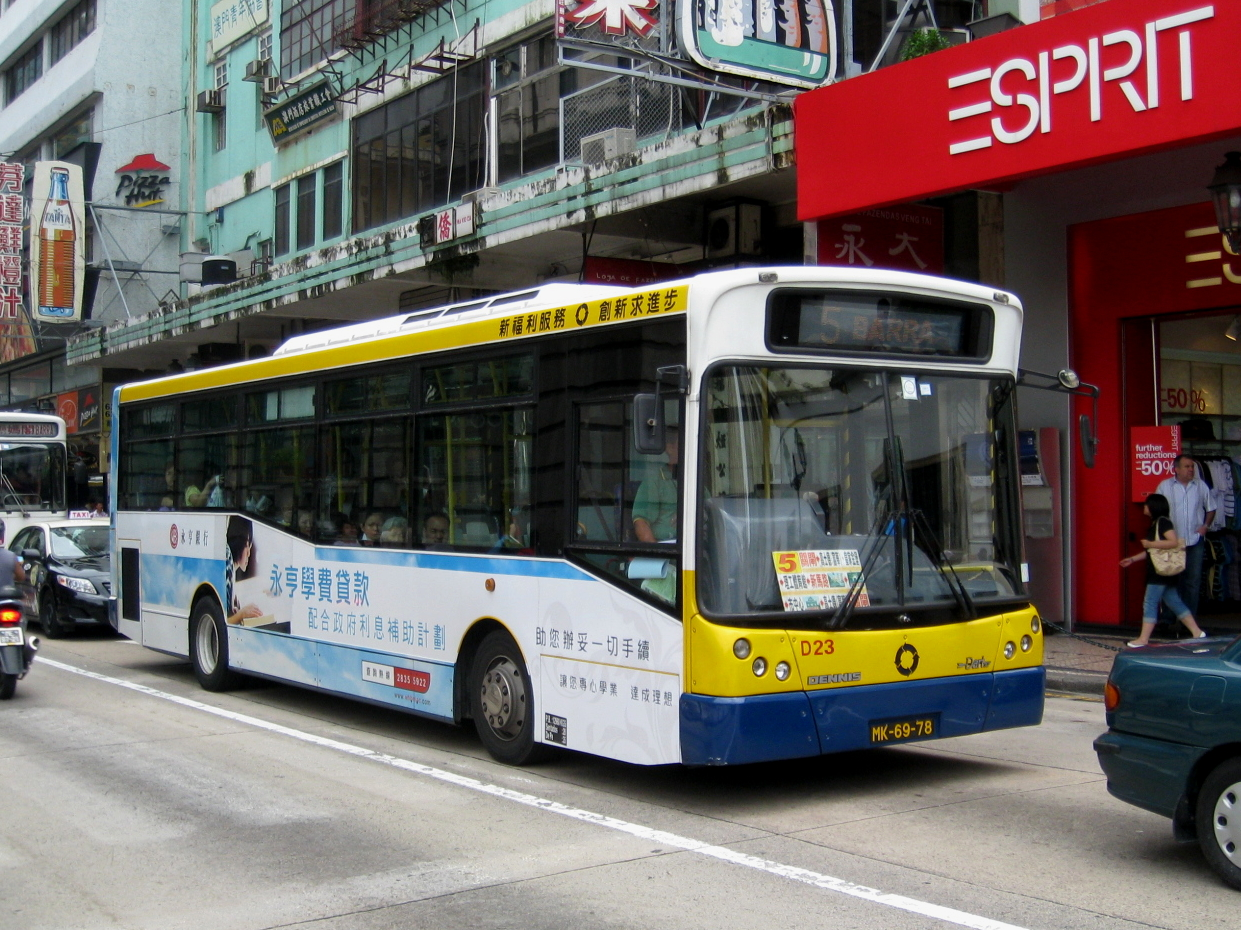
丹尼士飛鏢SLF
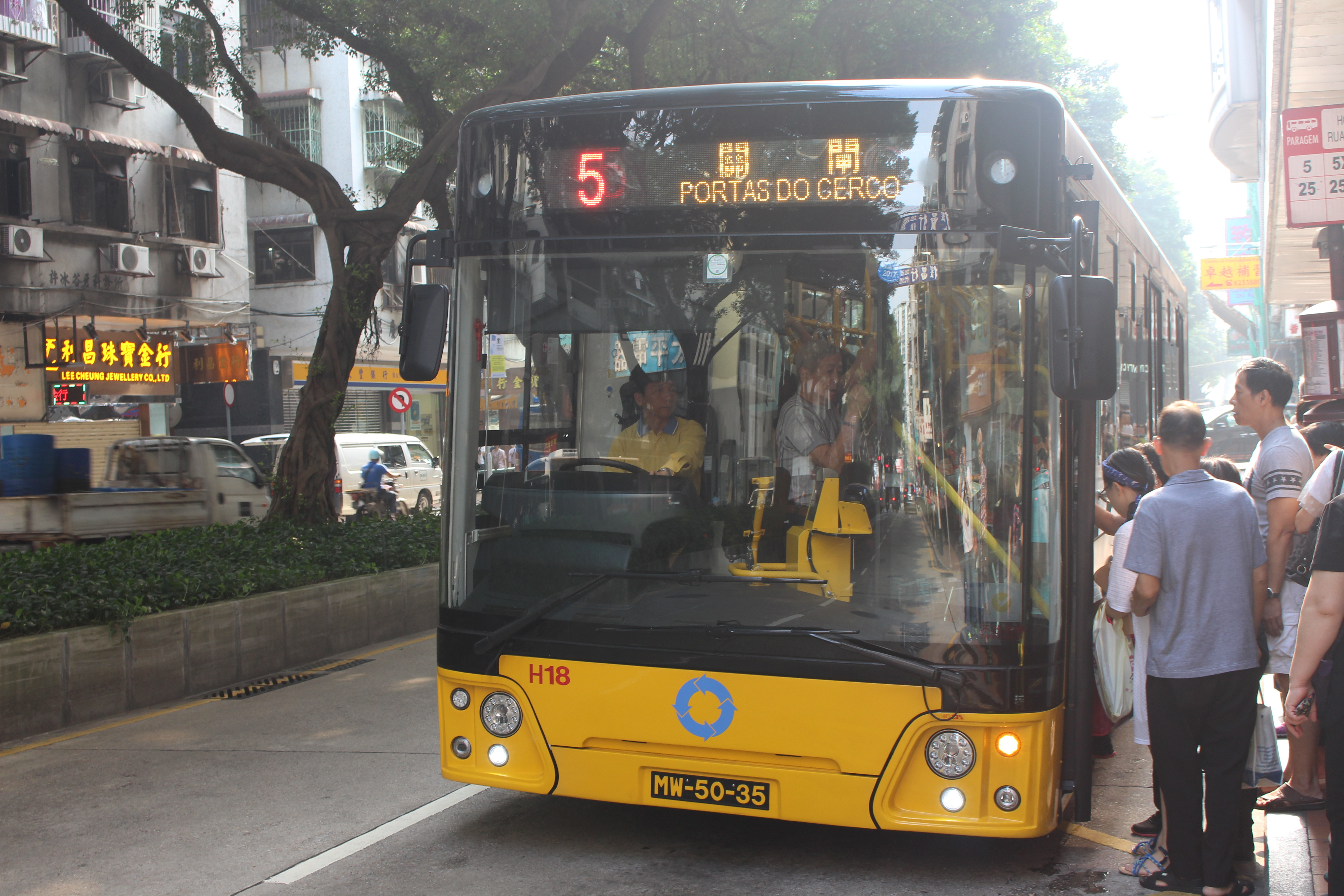
蘇州金龍KLQ6115GQ
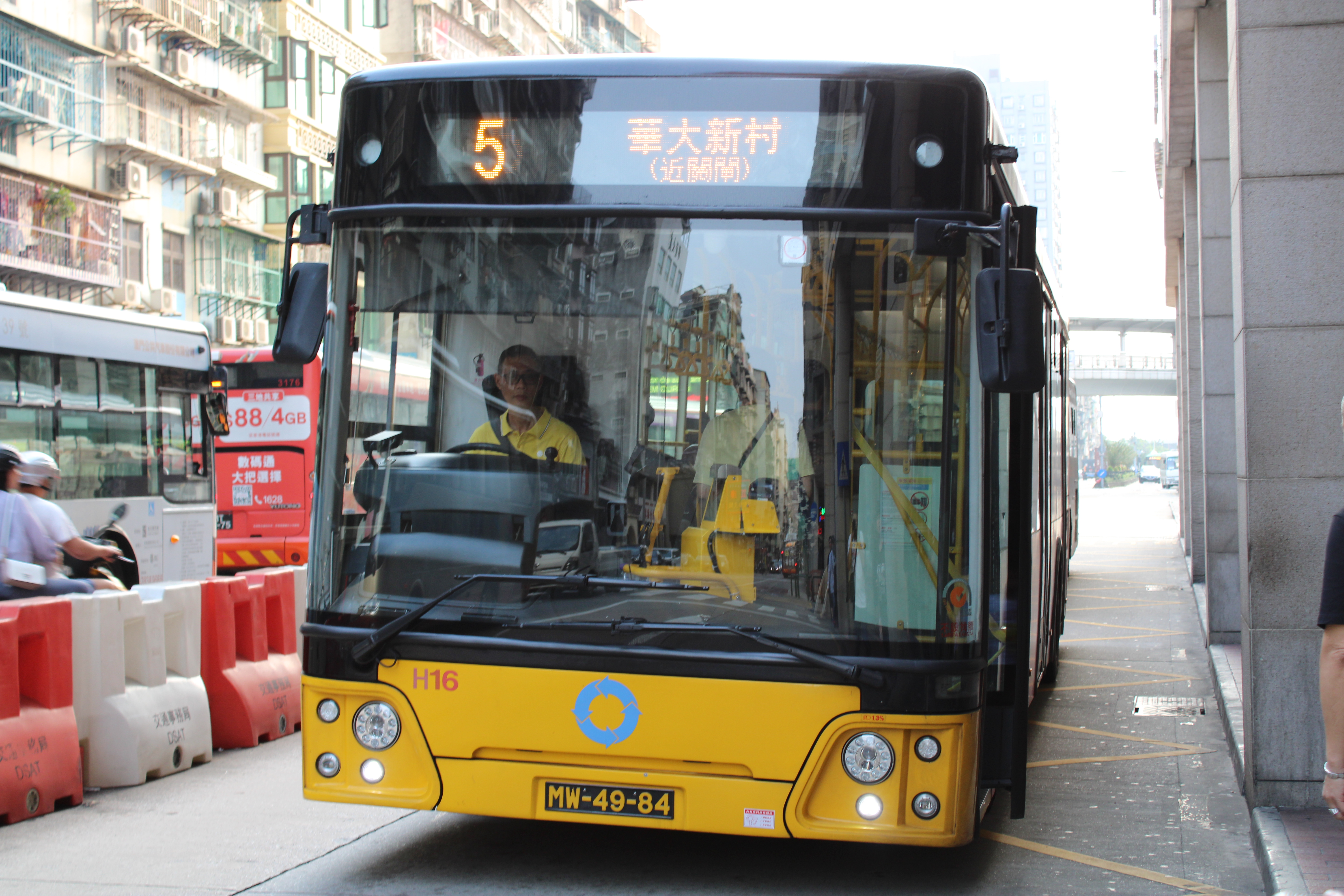
蘇州金龍KLQ6115GQ
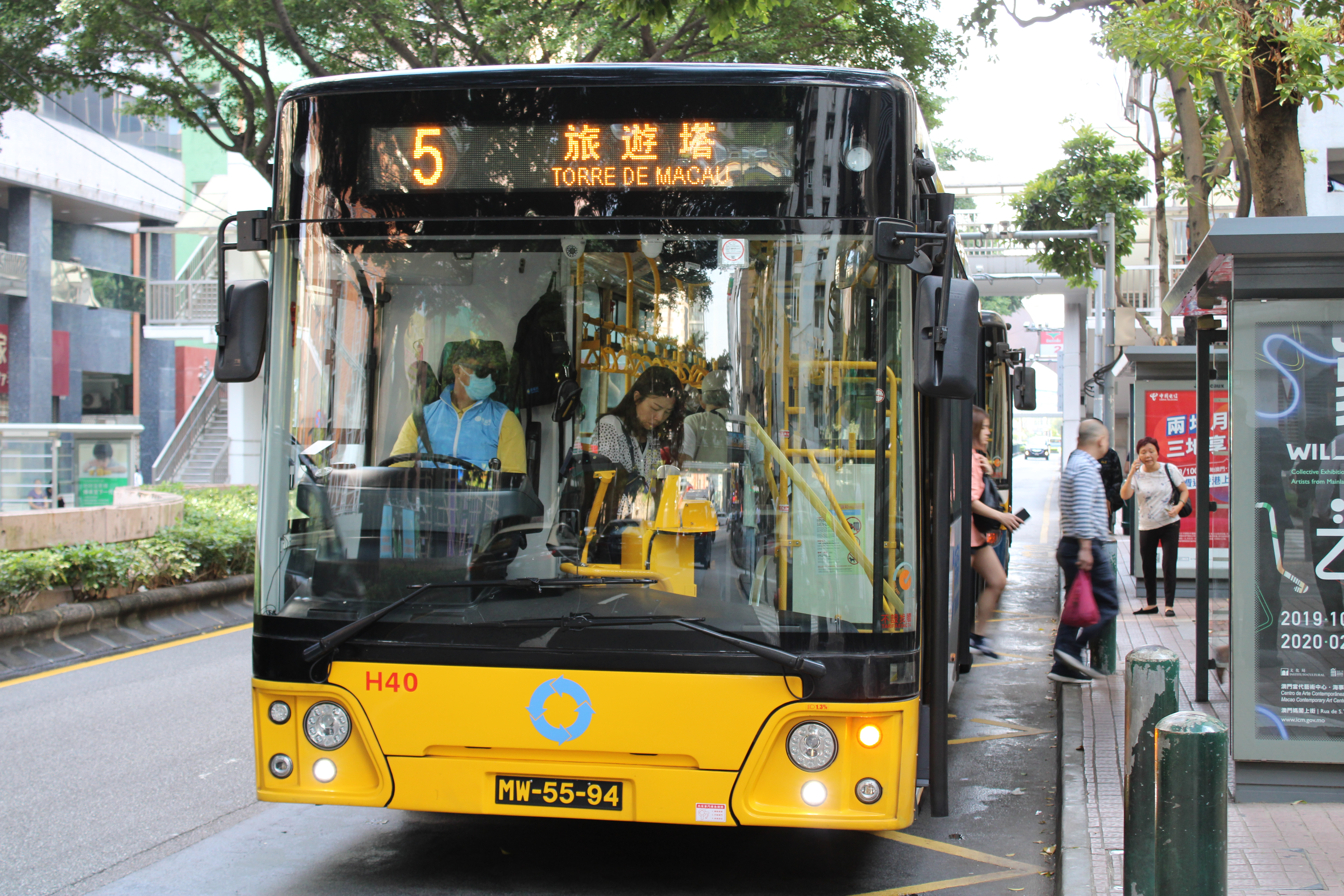
蘇州金龍KLQ6115GQ
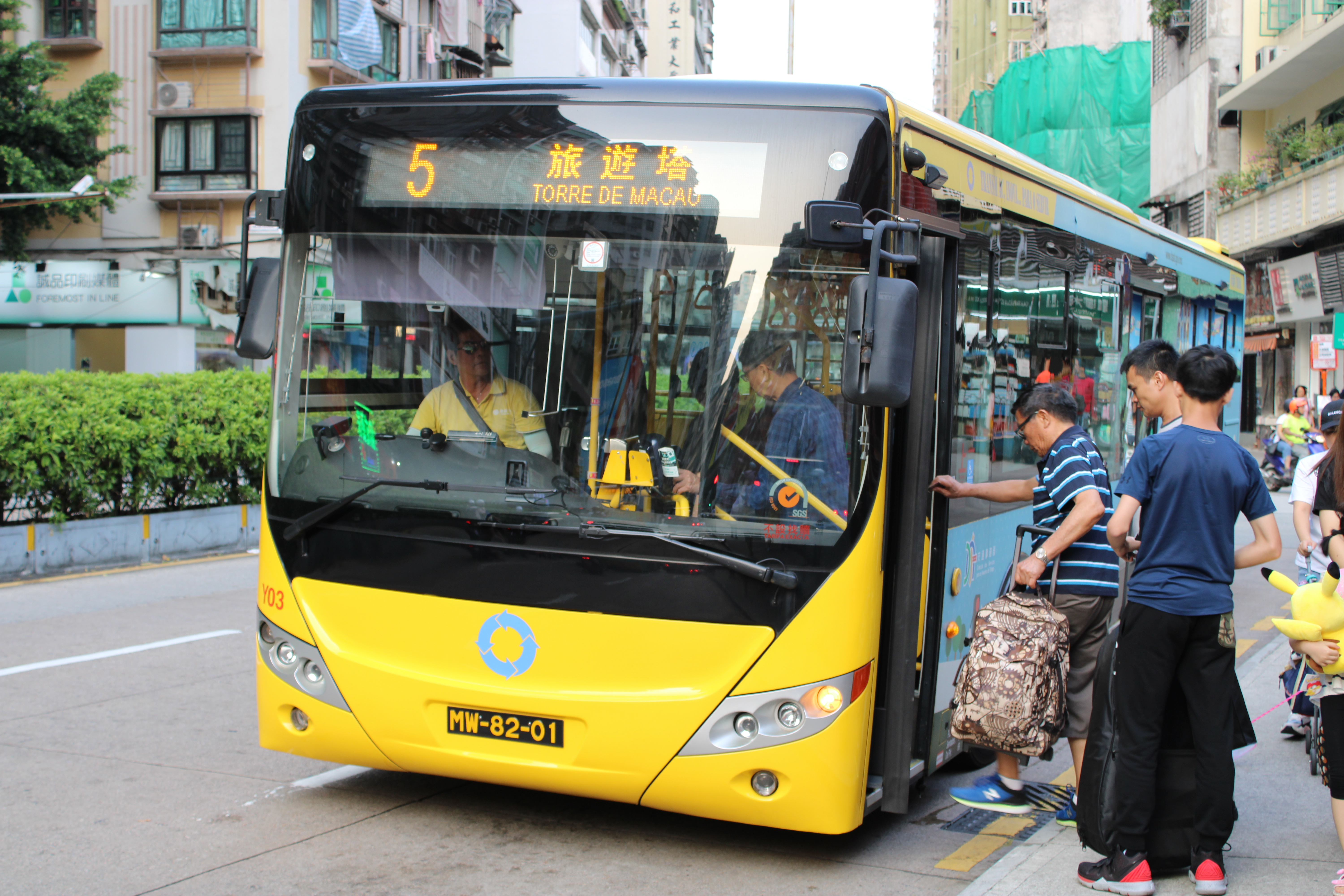
宇通ZK6128HG
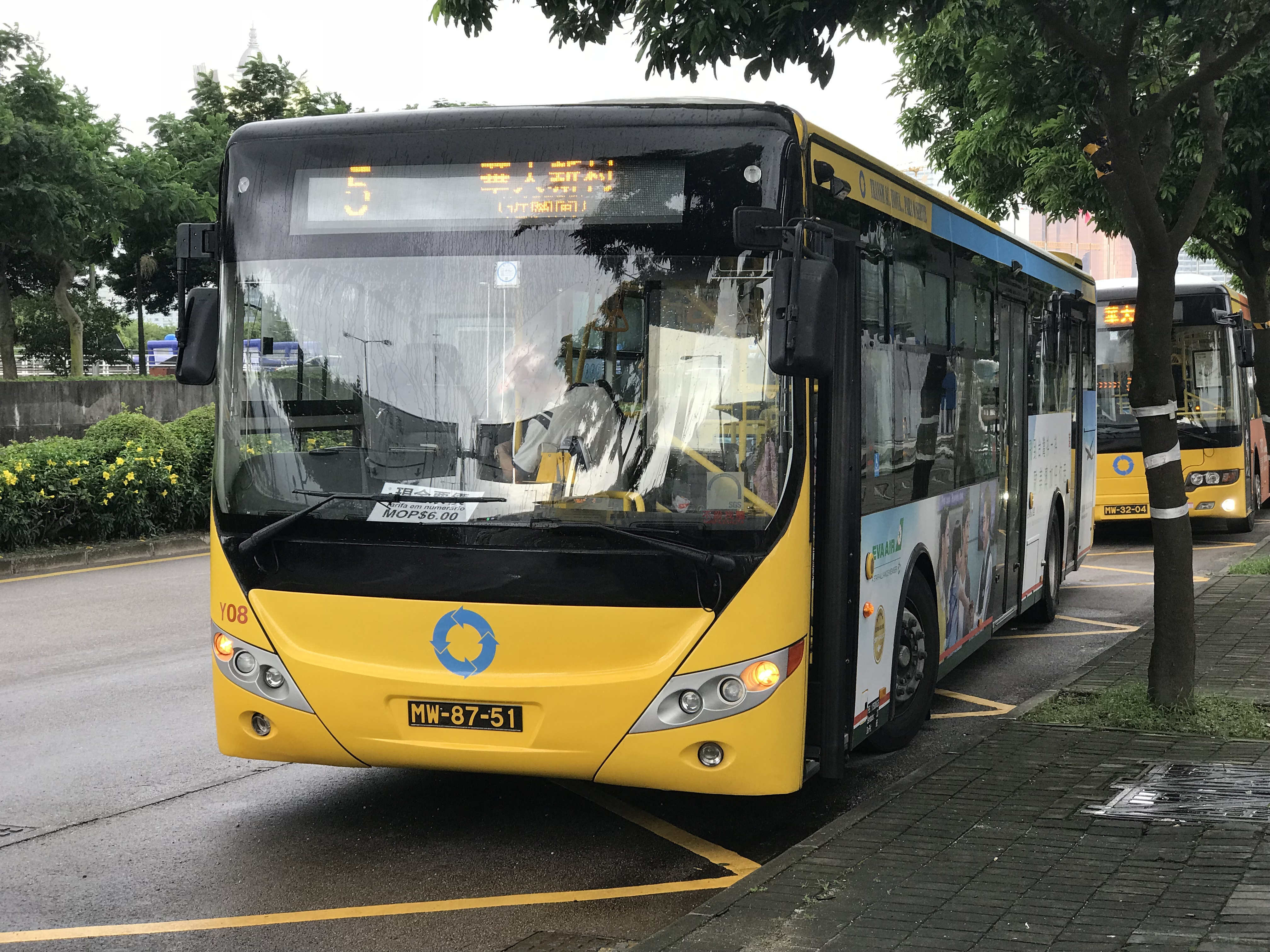
宇通ZK6128HG
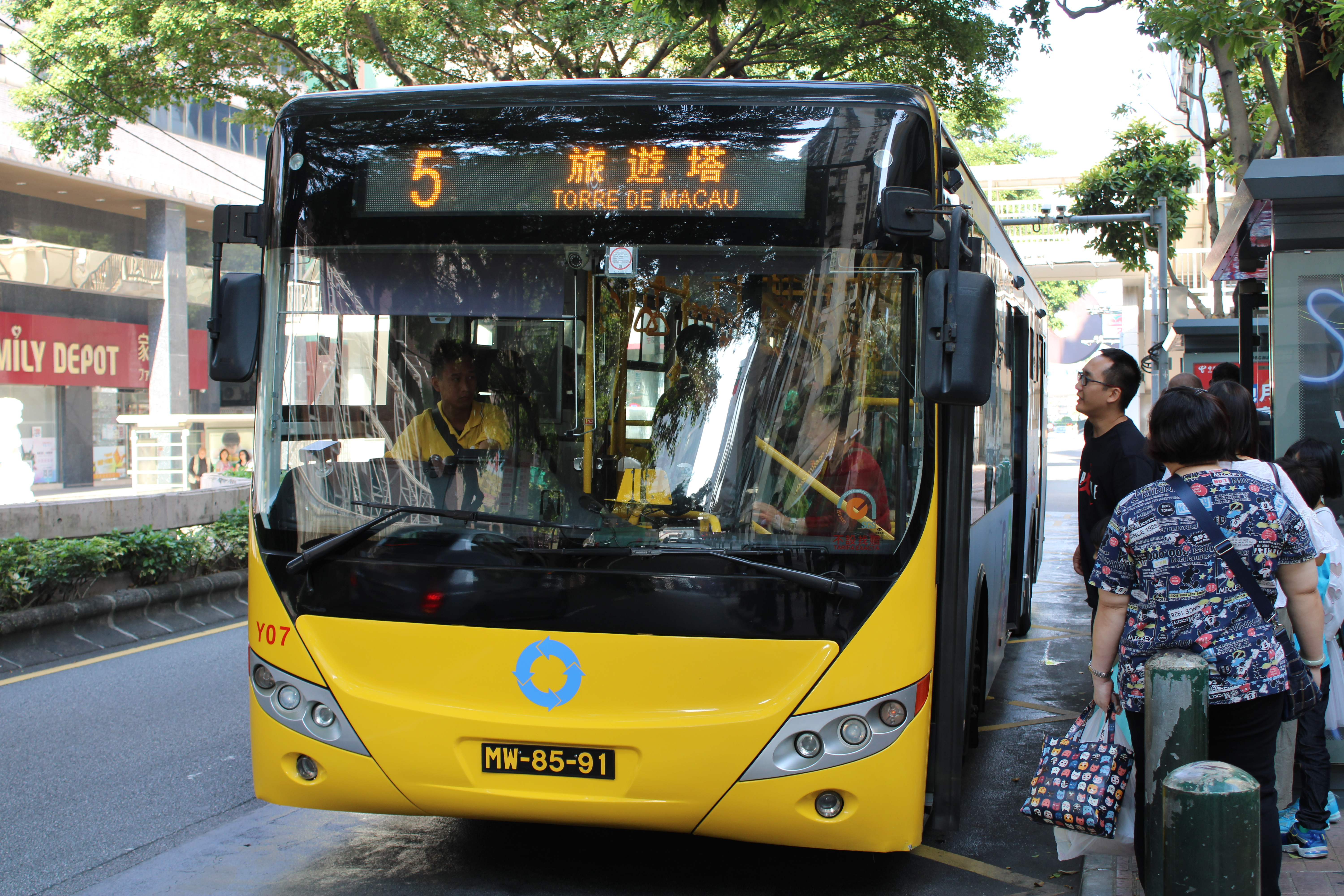
宇通ZK6128HG
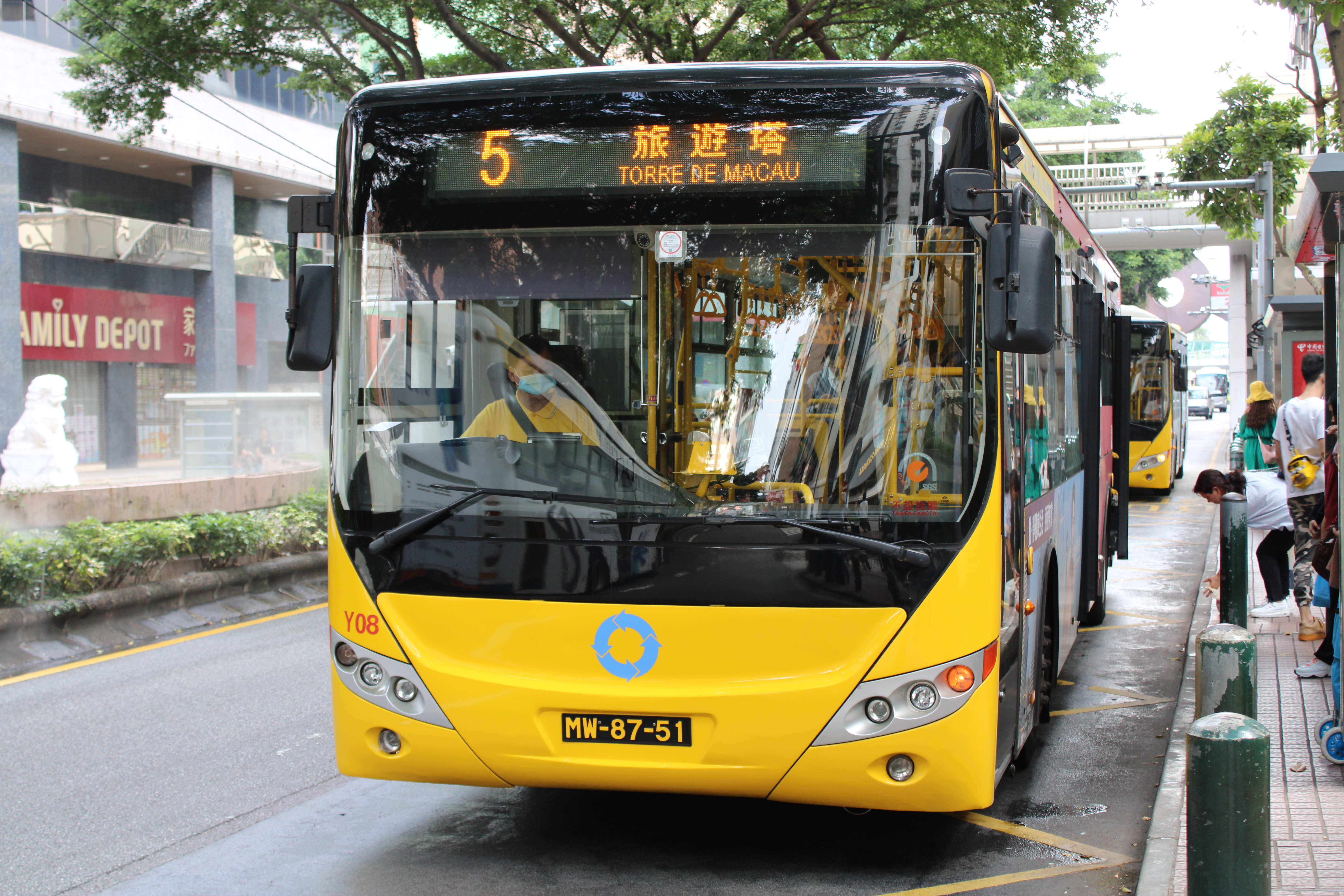
宇通ZK6128HG
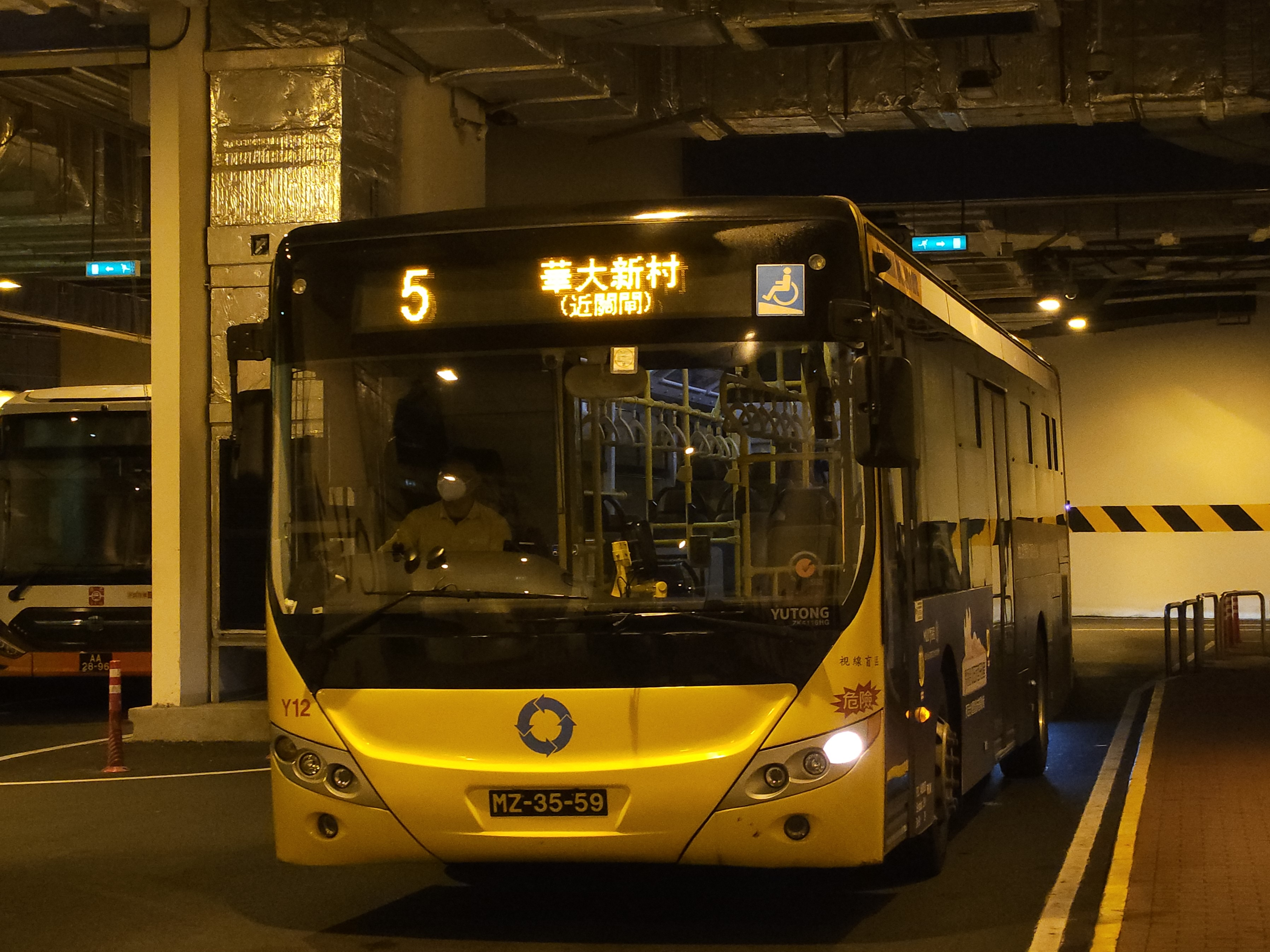
宇通ZK6116HG
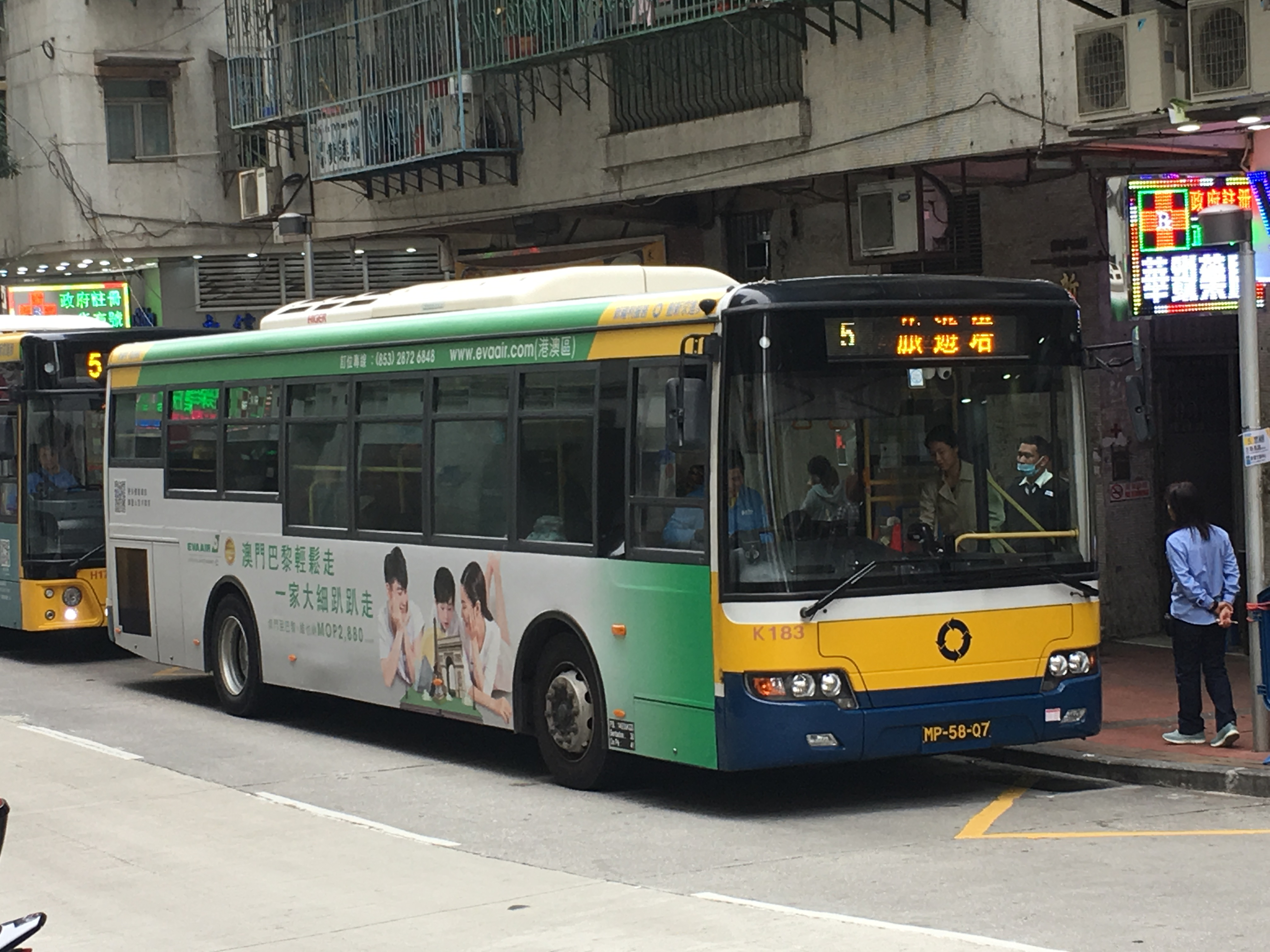
蘇州金龍KLQ6108GQ30
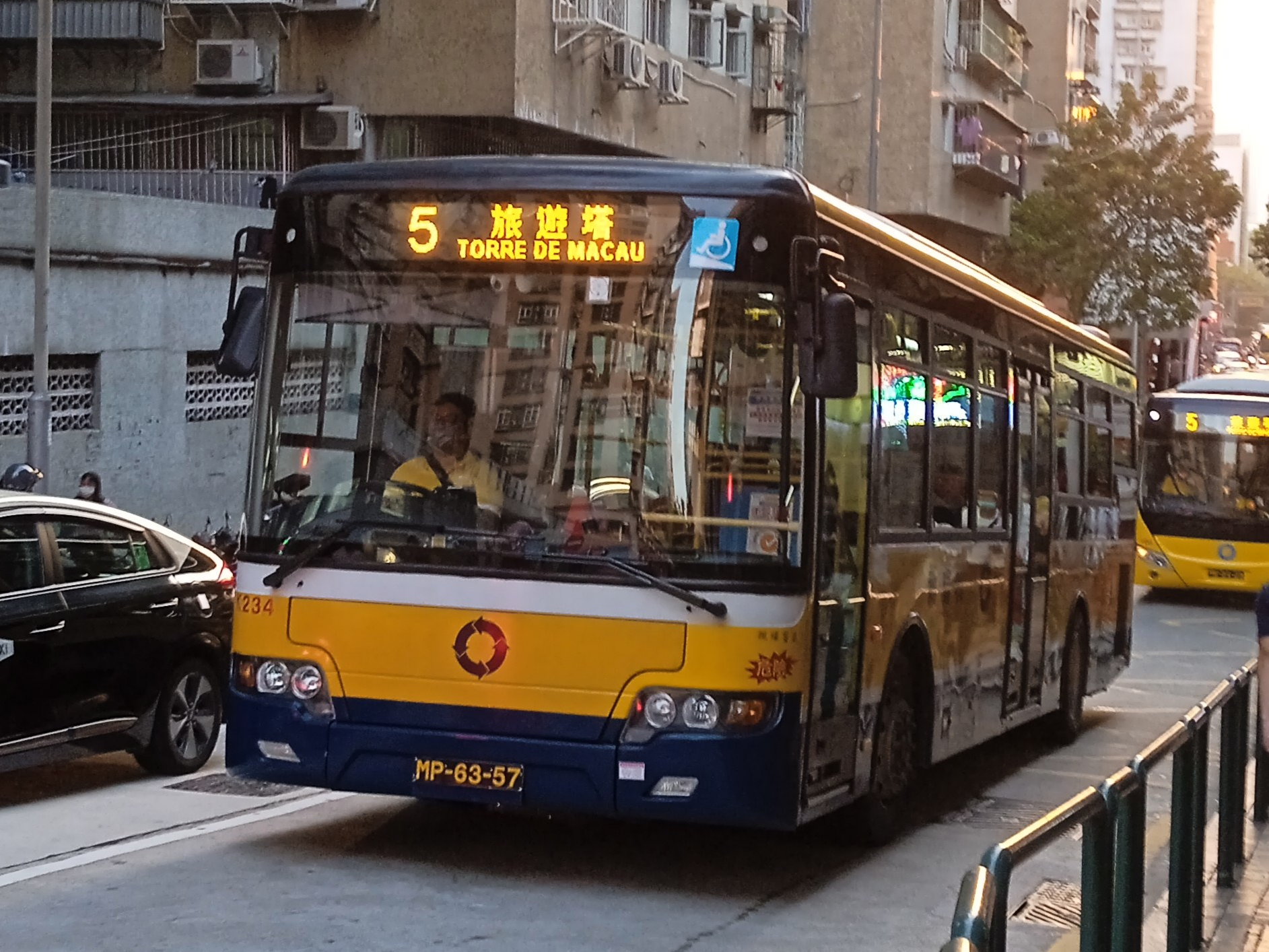
蘇州金龍KLQ6108GQ28
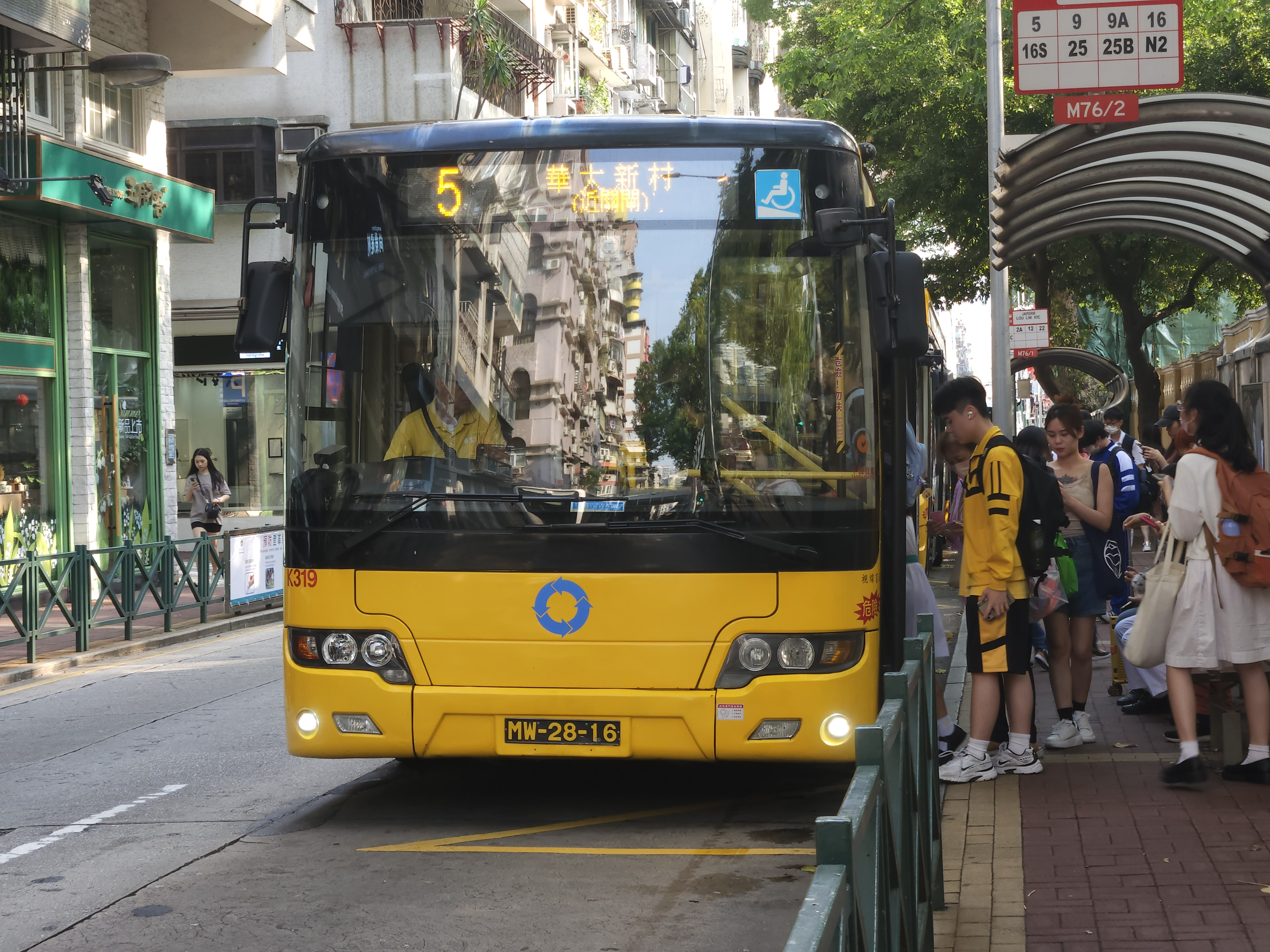
蘇州金龍KLQ6108GQ28E4
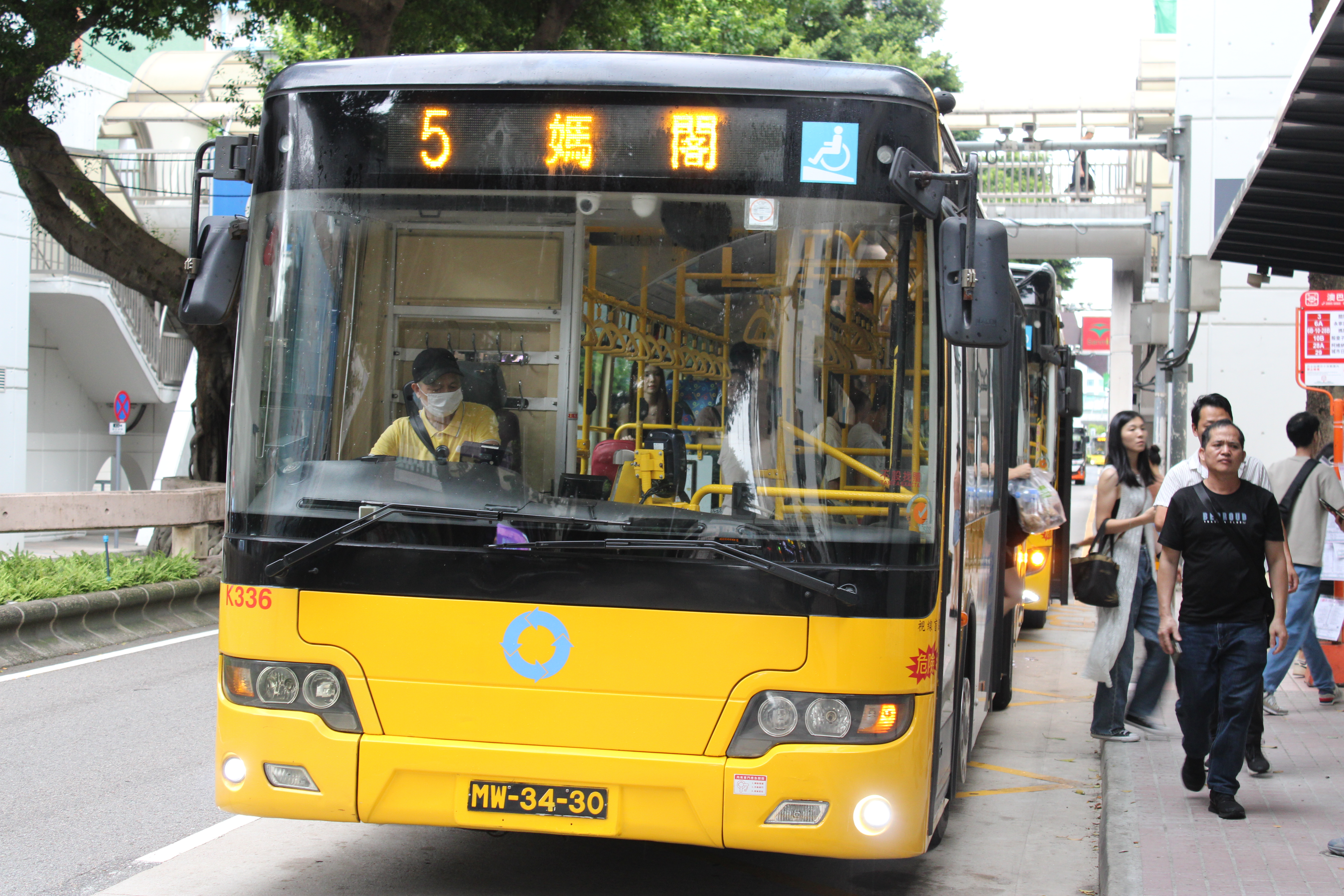
蘇州金龍KLQ6108GQ28E4
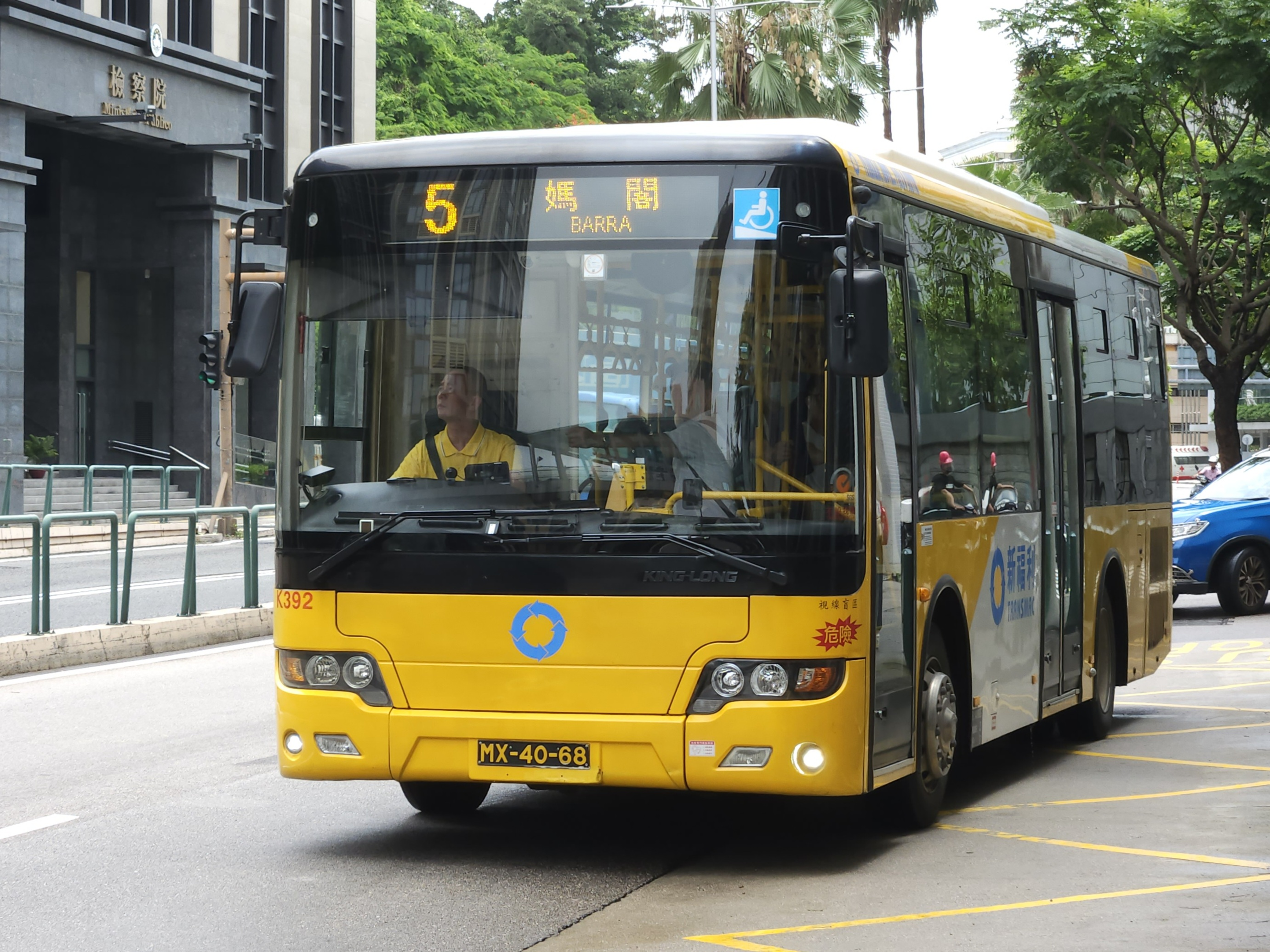
蘇州金龍KLQ6960GQE5
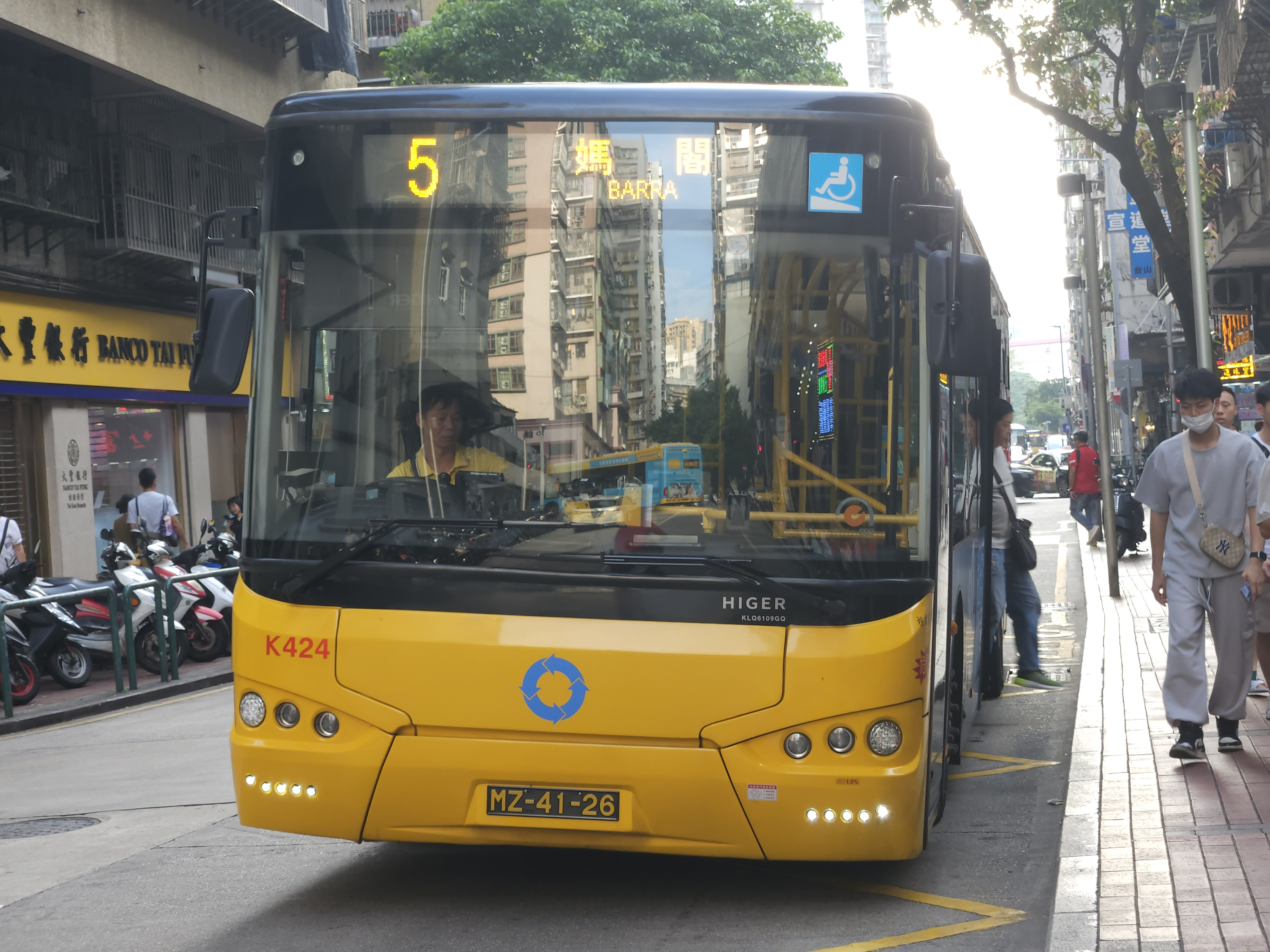
蘇州金龍KLQ6109GQ
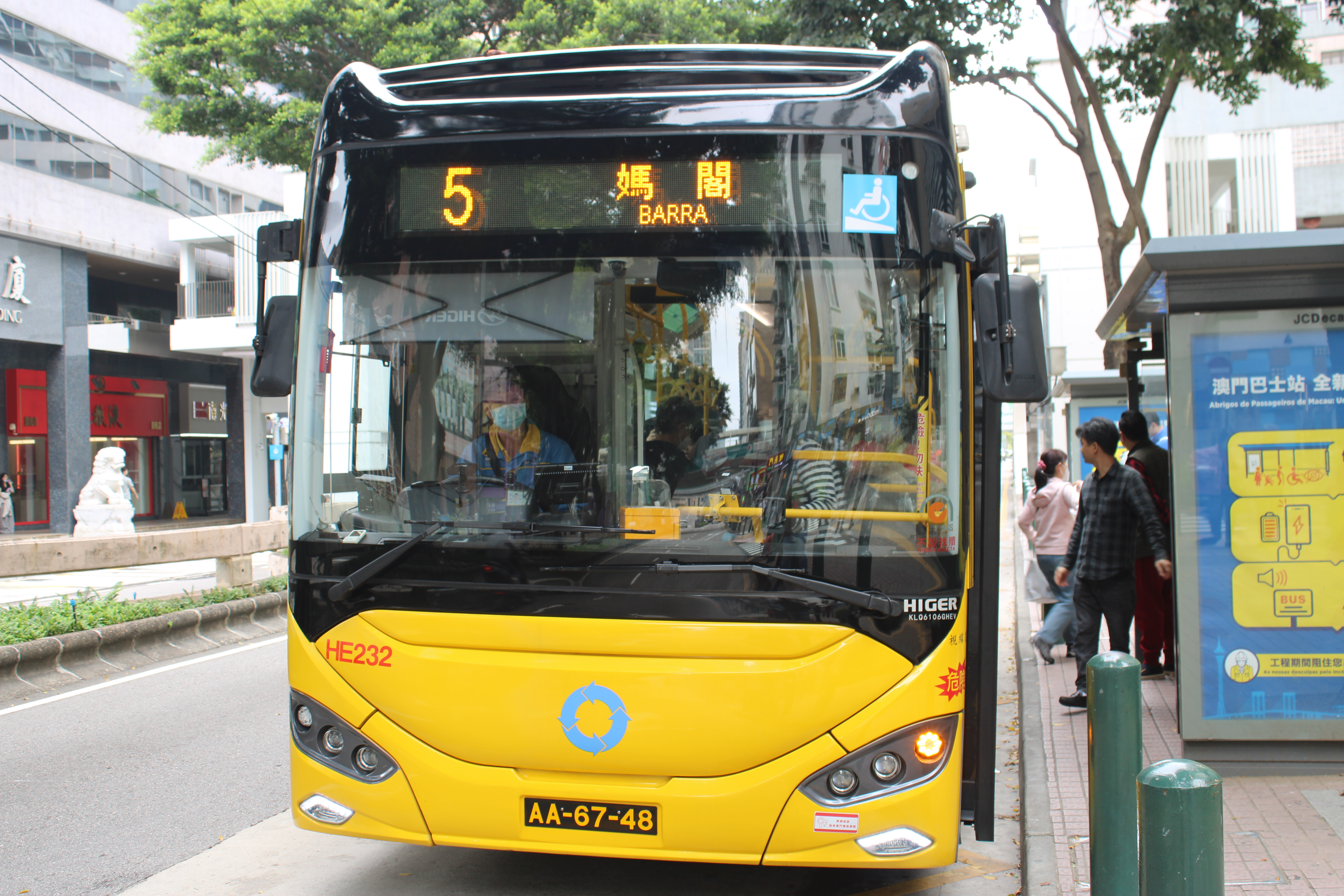
蘇州金龍KLQ6106GHEV
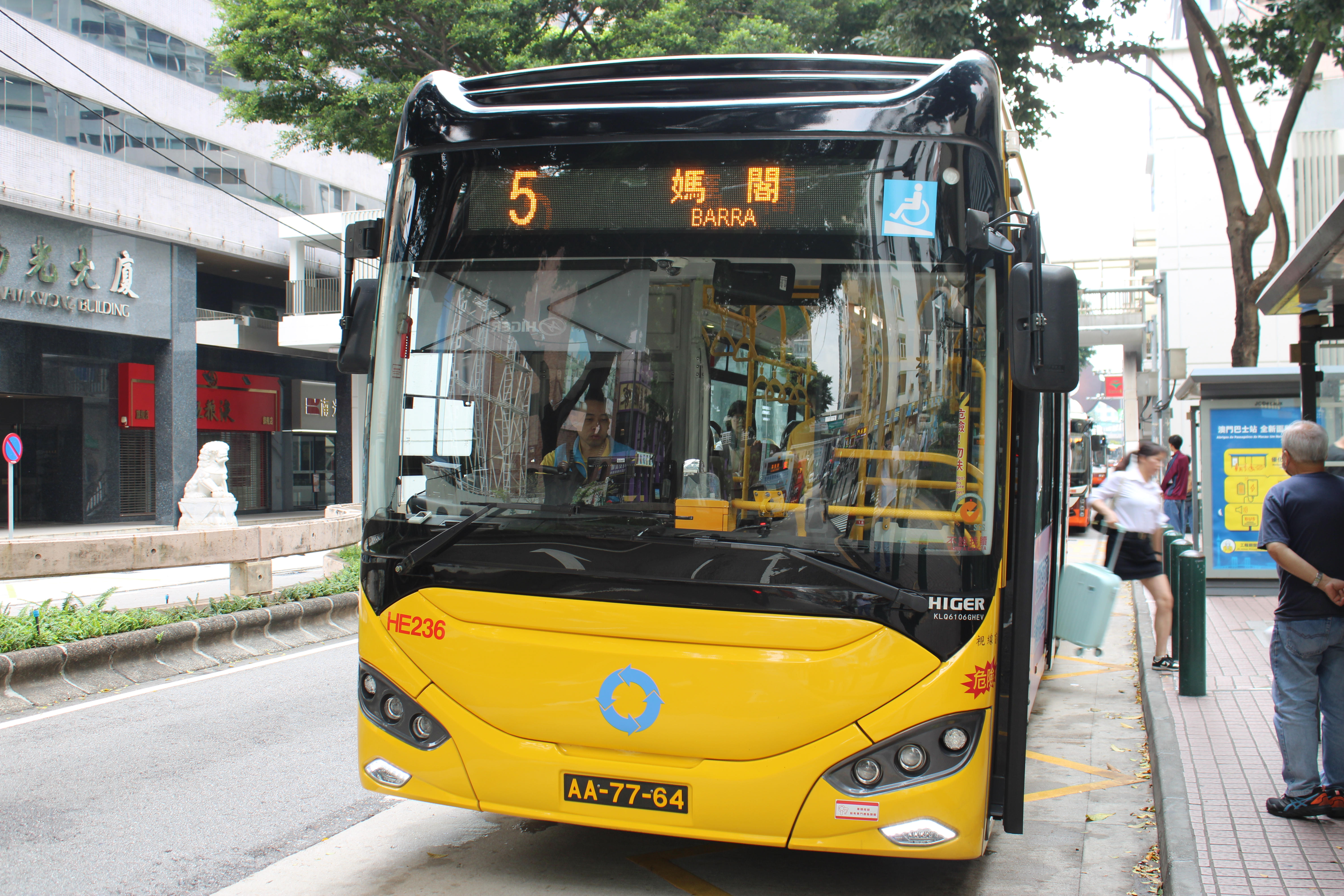
蘇州金龍KLQ6106GHEV
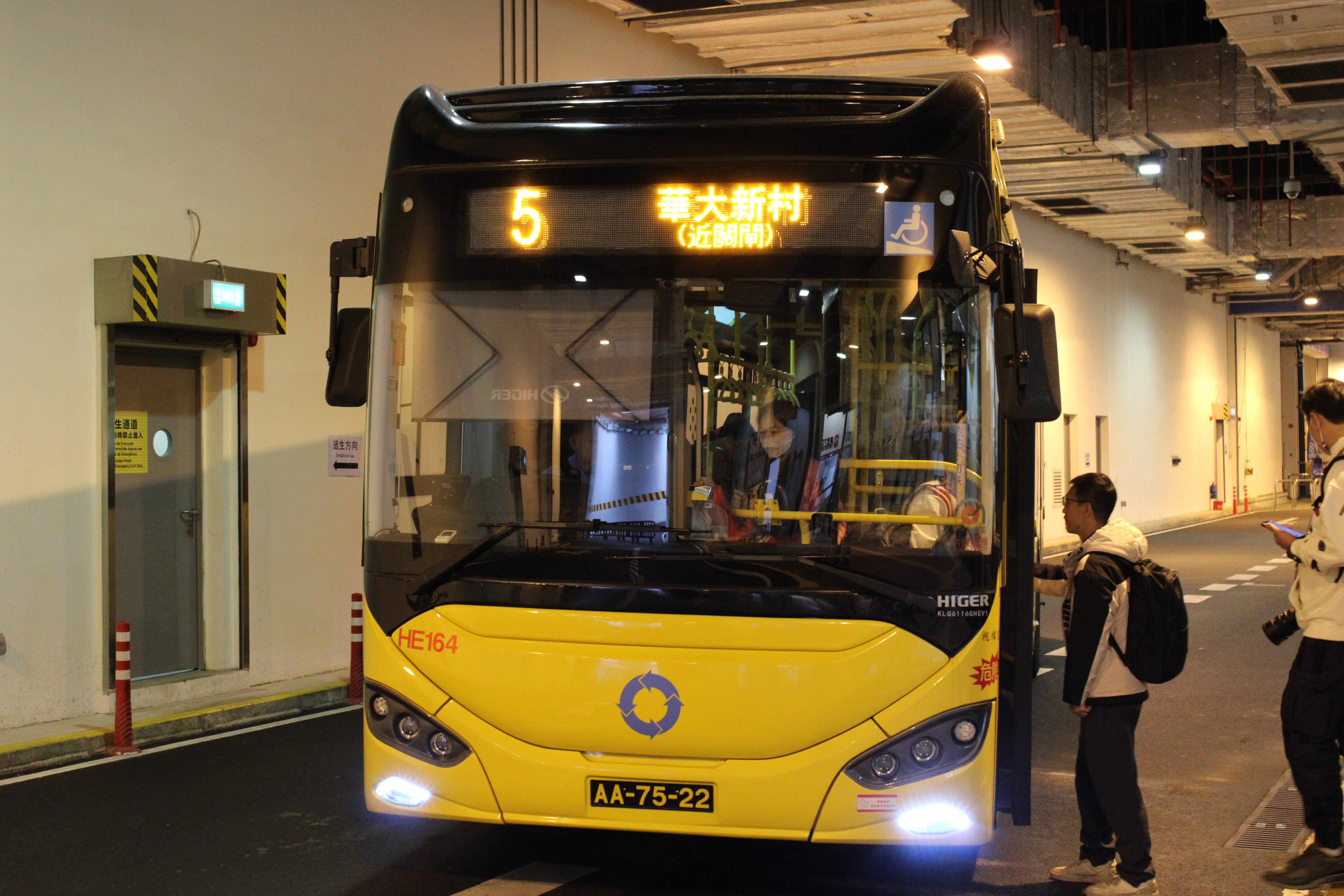
蘇州金龍KLQ6116GHEV1
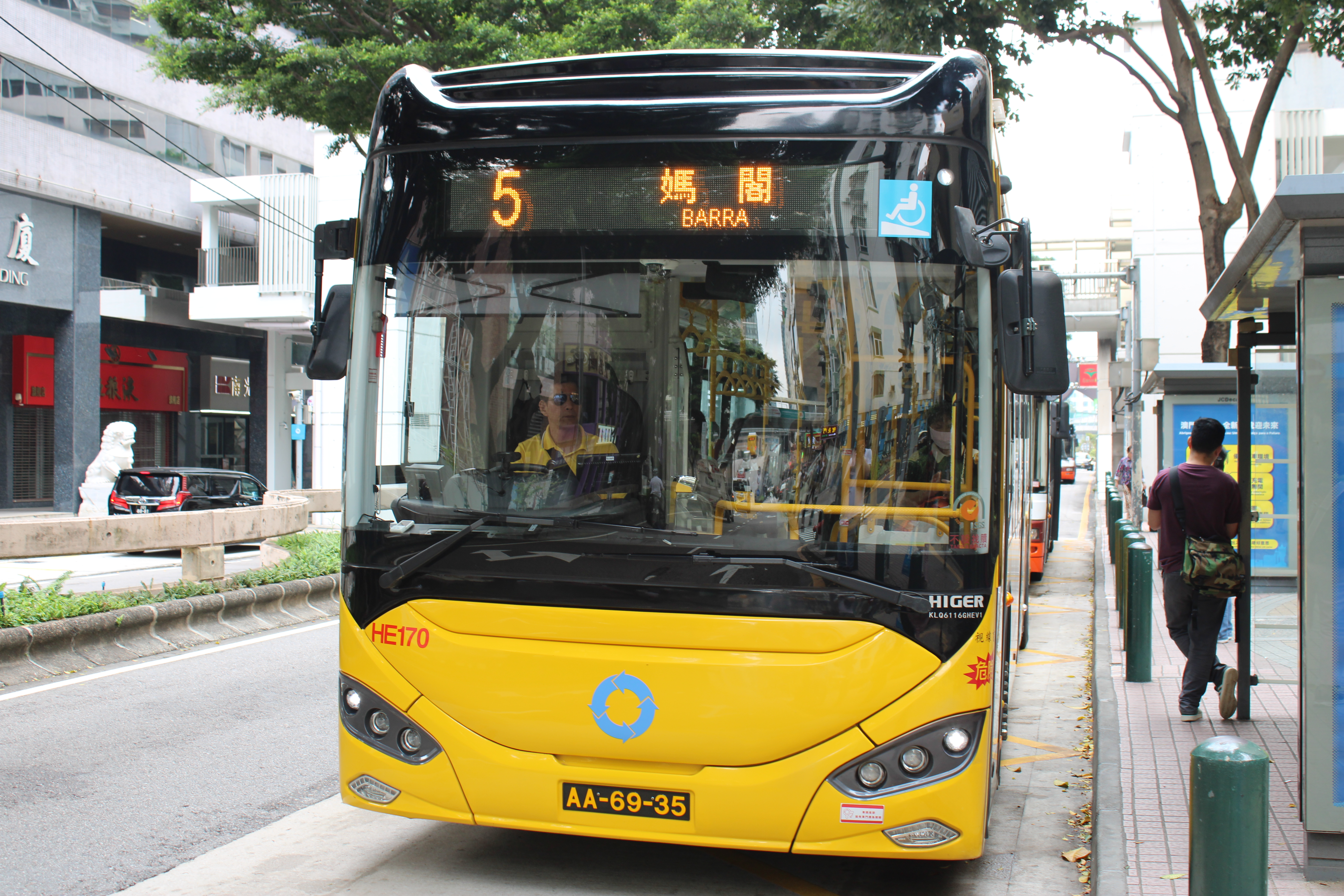
蘇州金龍KLQ6116GHEV1
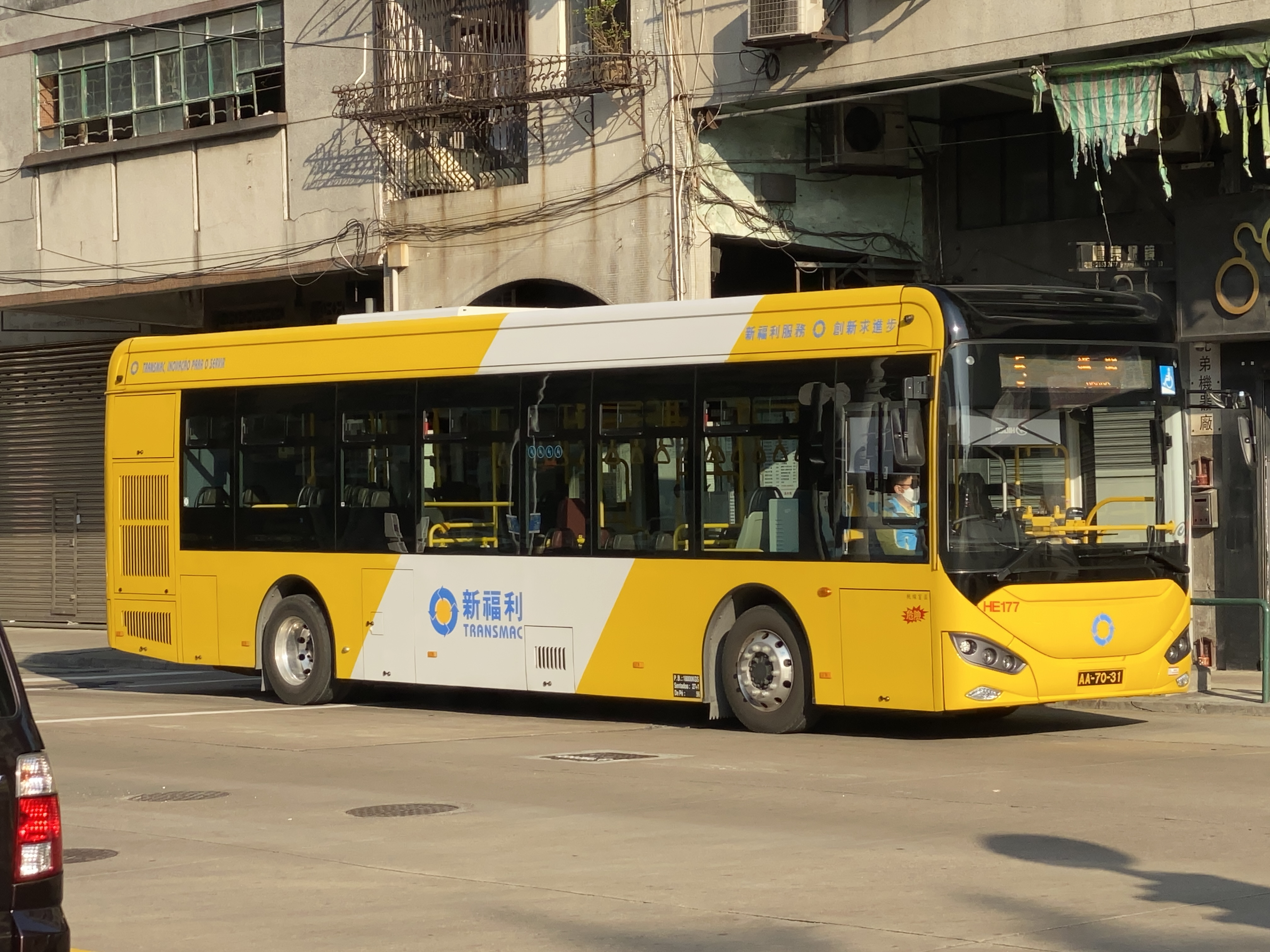
蘇州金龍KLQ6116GHEV1
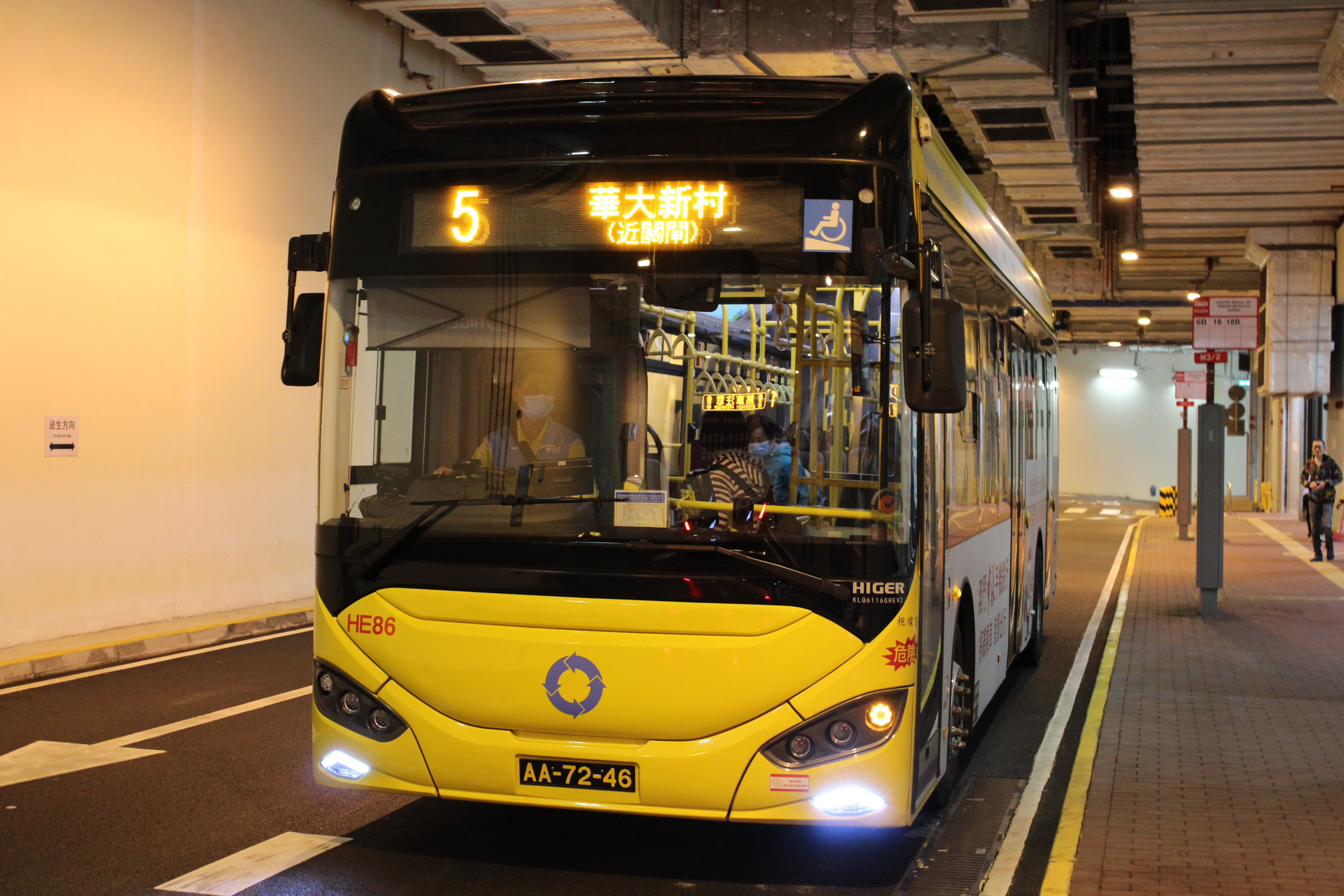
蘇州金龍KLQ6116GHEV2
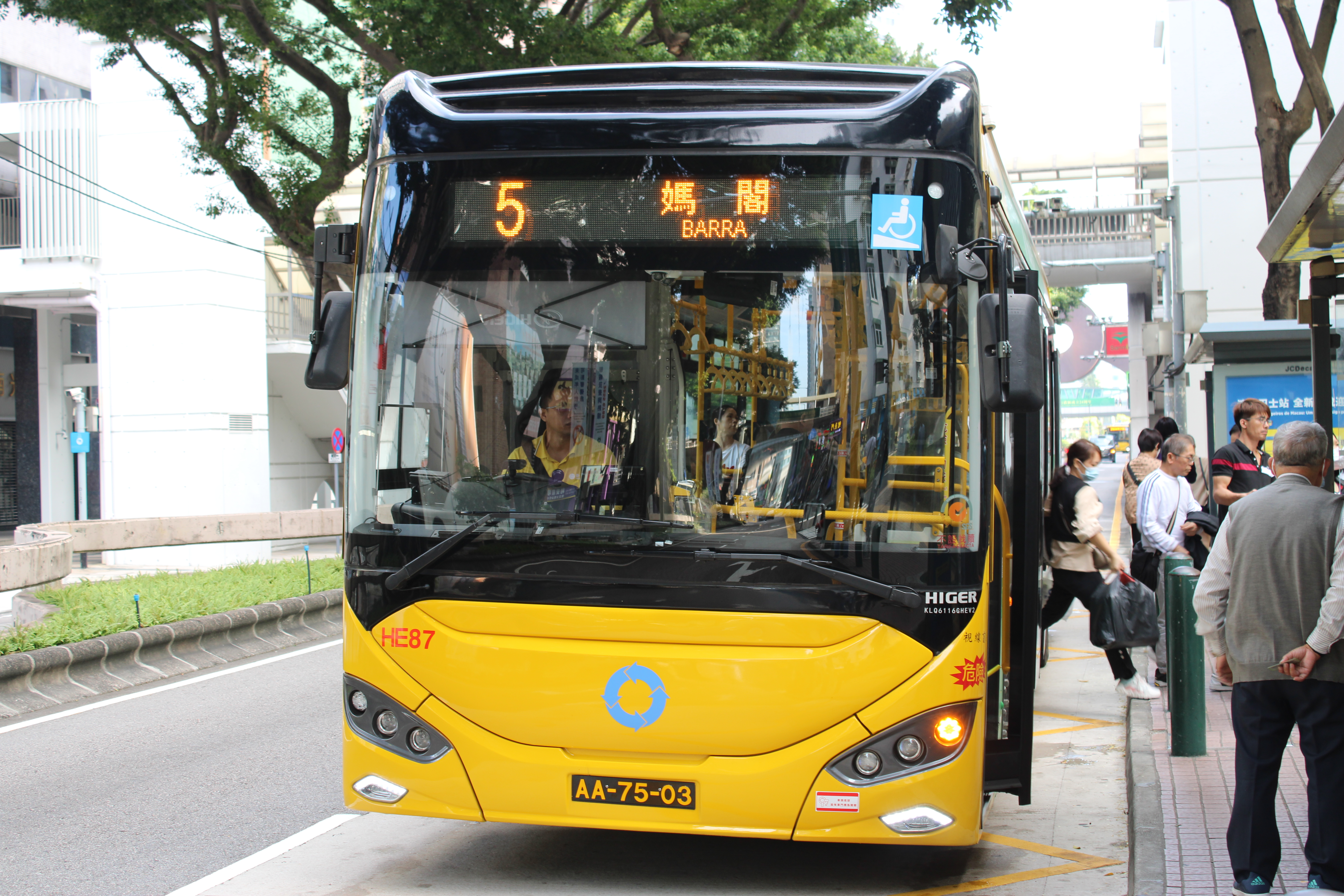
蘇州金龍KLQ6116GHEV2
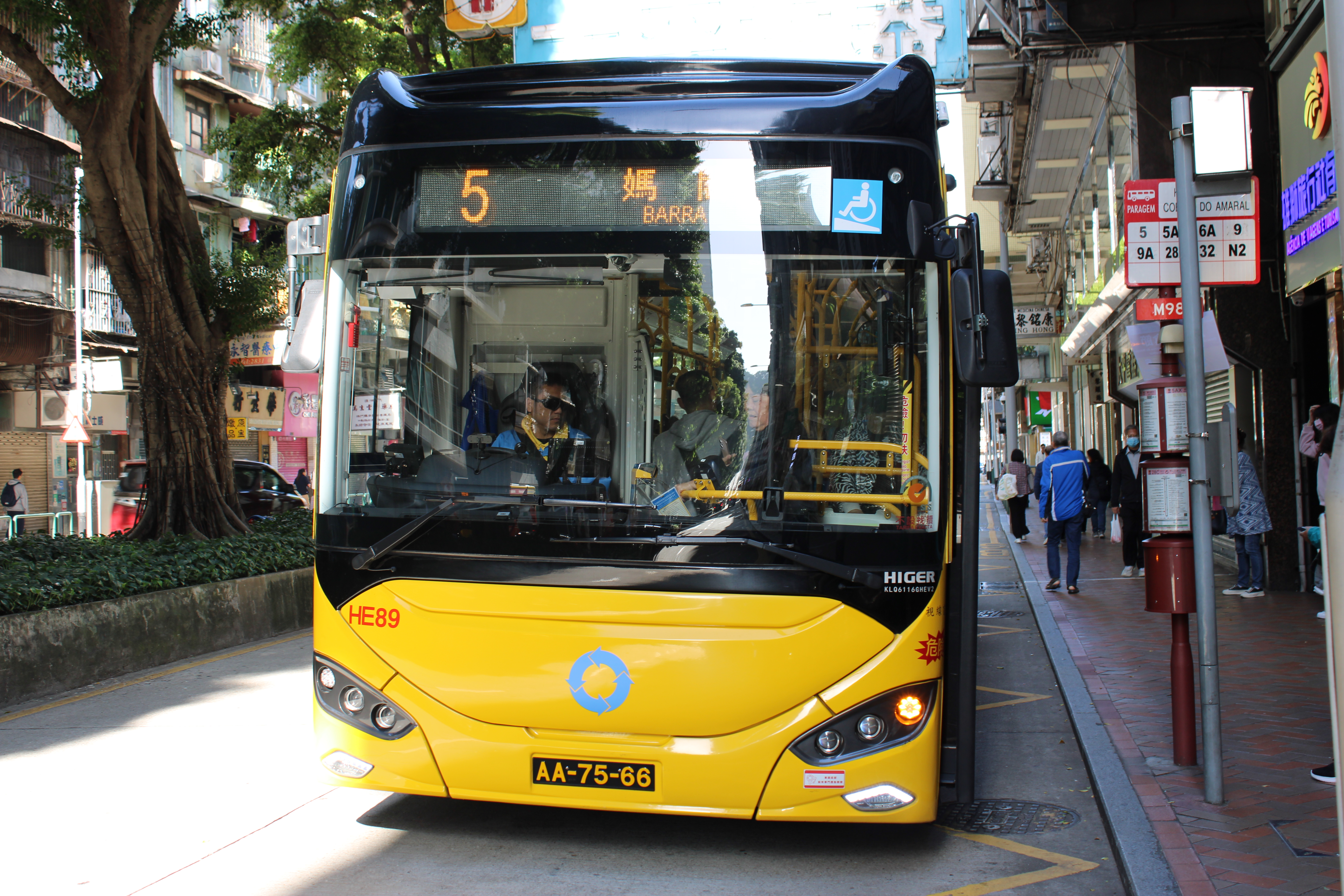
蘇州金龍KLQ6116GHEV2
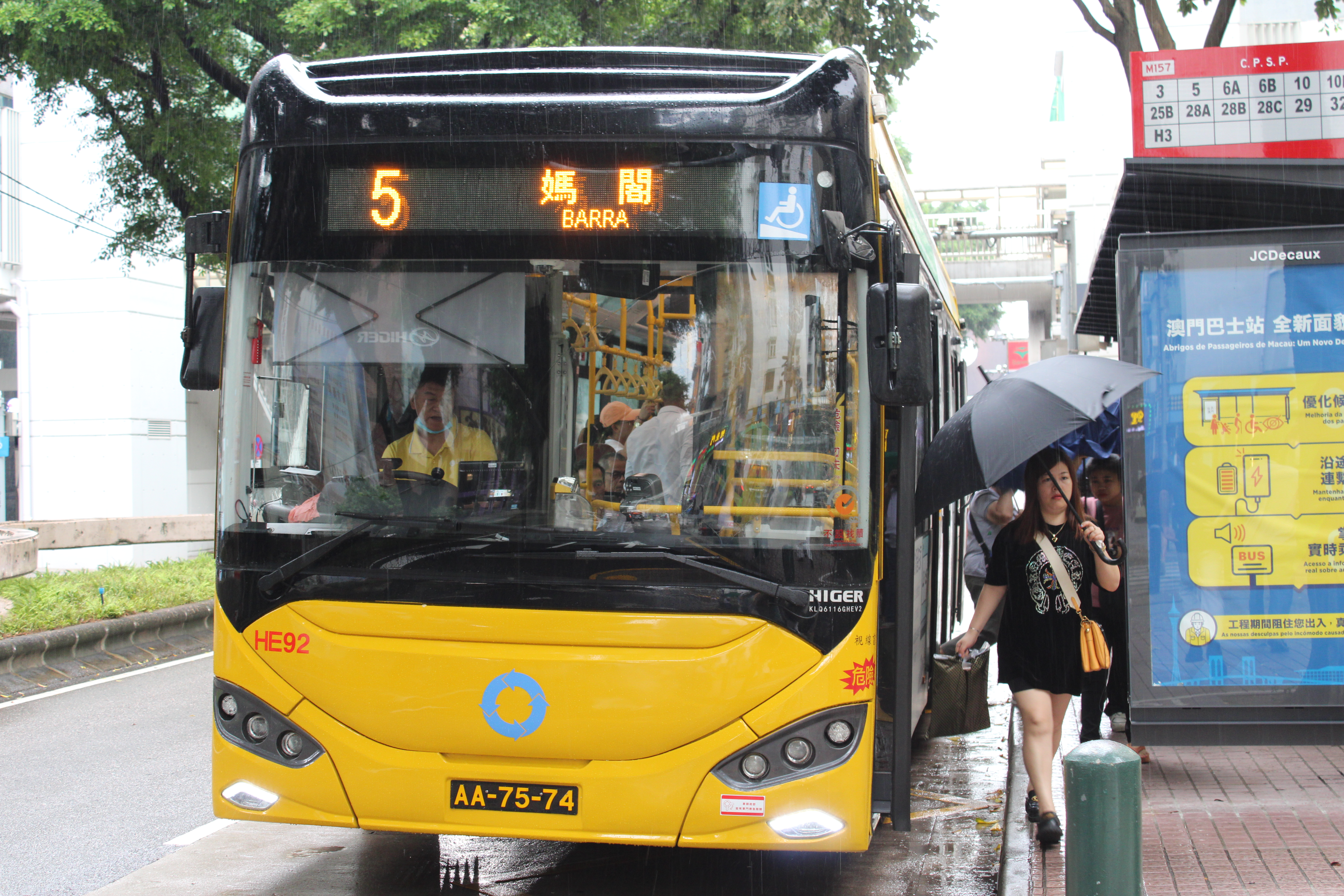
蘇州金龍KLQ6116GHEV2
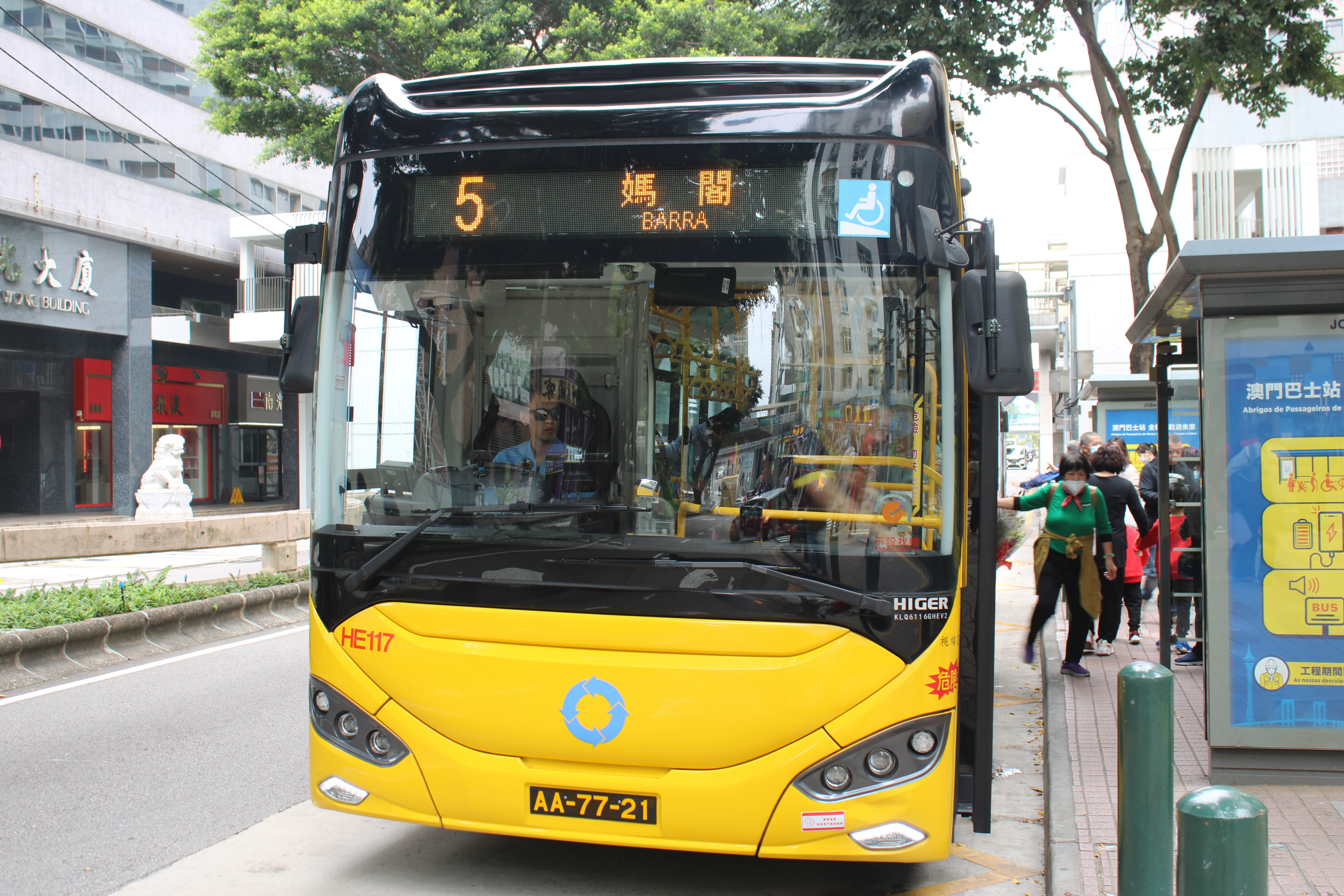
蘇州金龍KLQ6116GHEV2
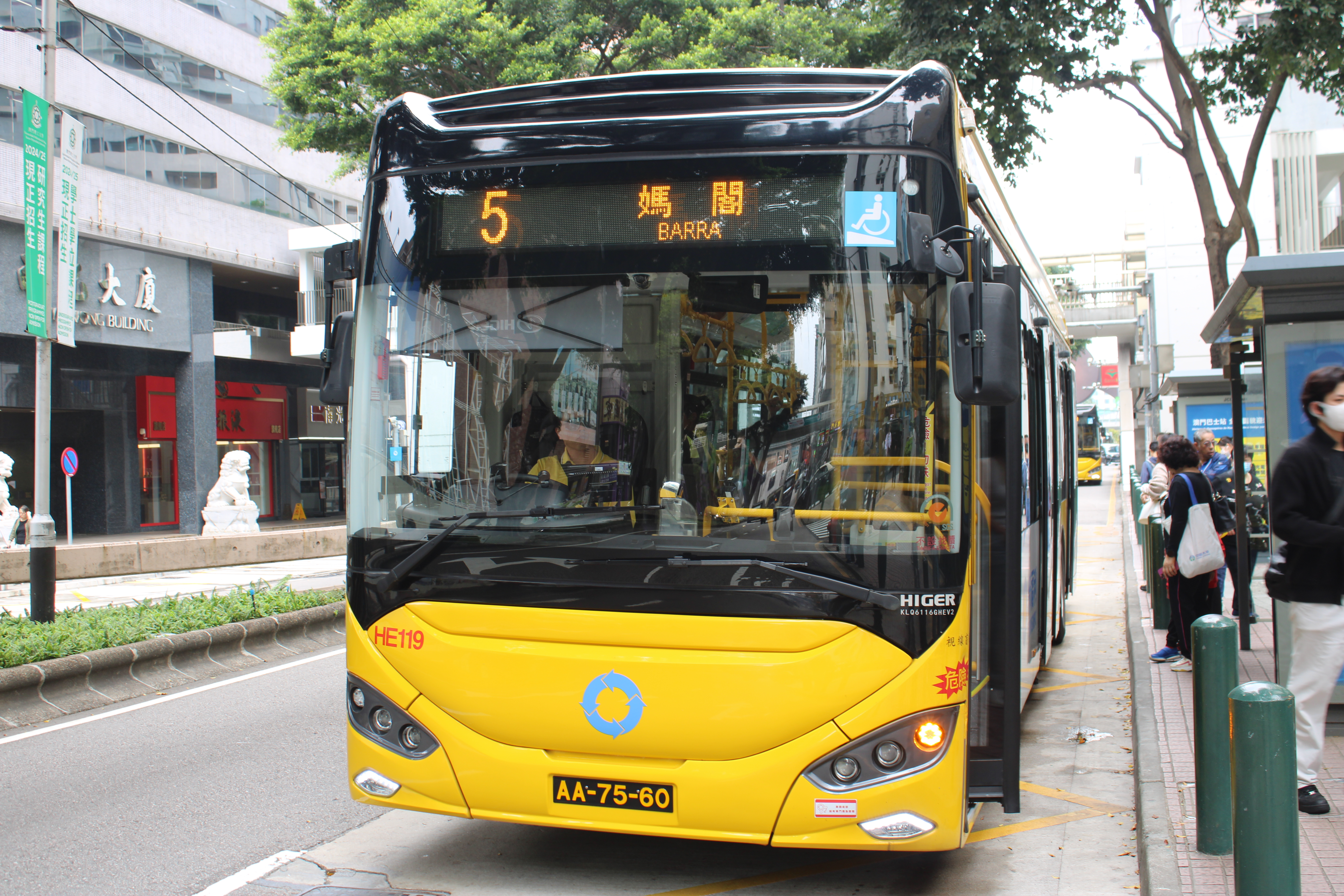
蘇州金龍KLQ6116GHEV2
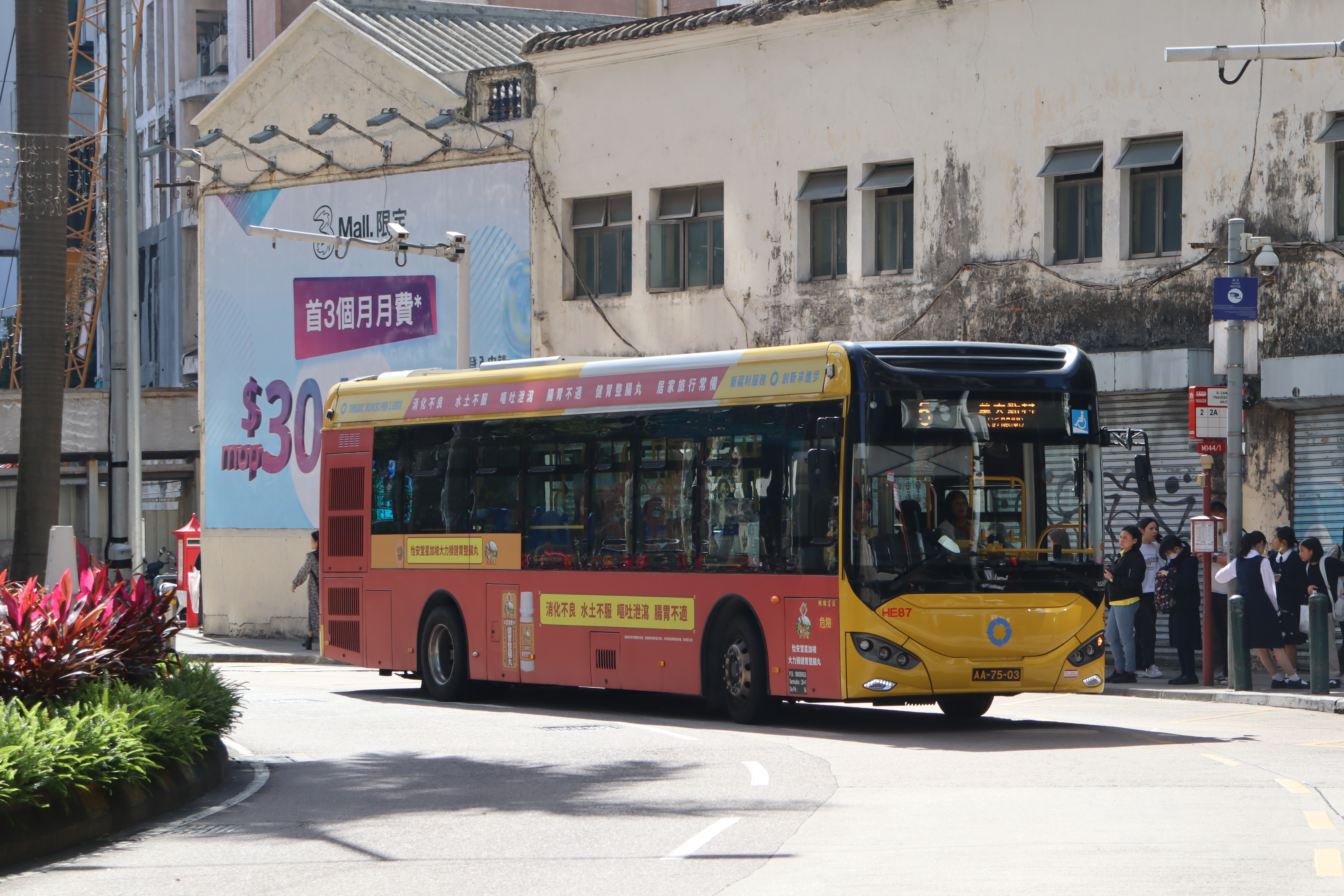
蘇州金龍KLQ6116GHEV2
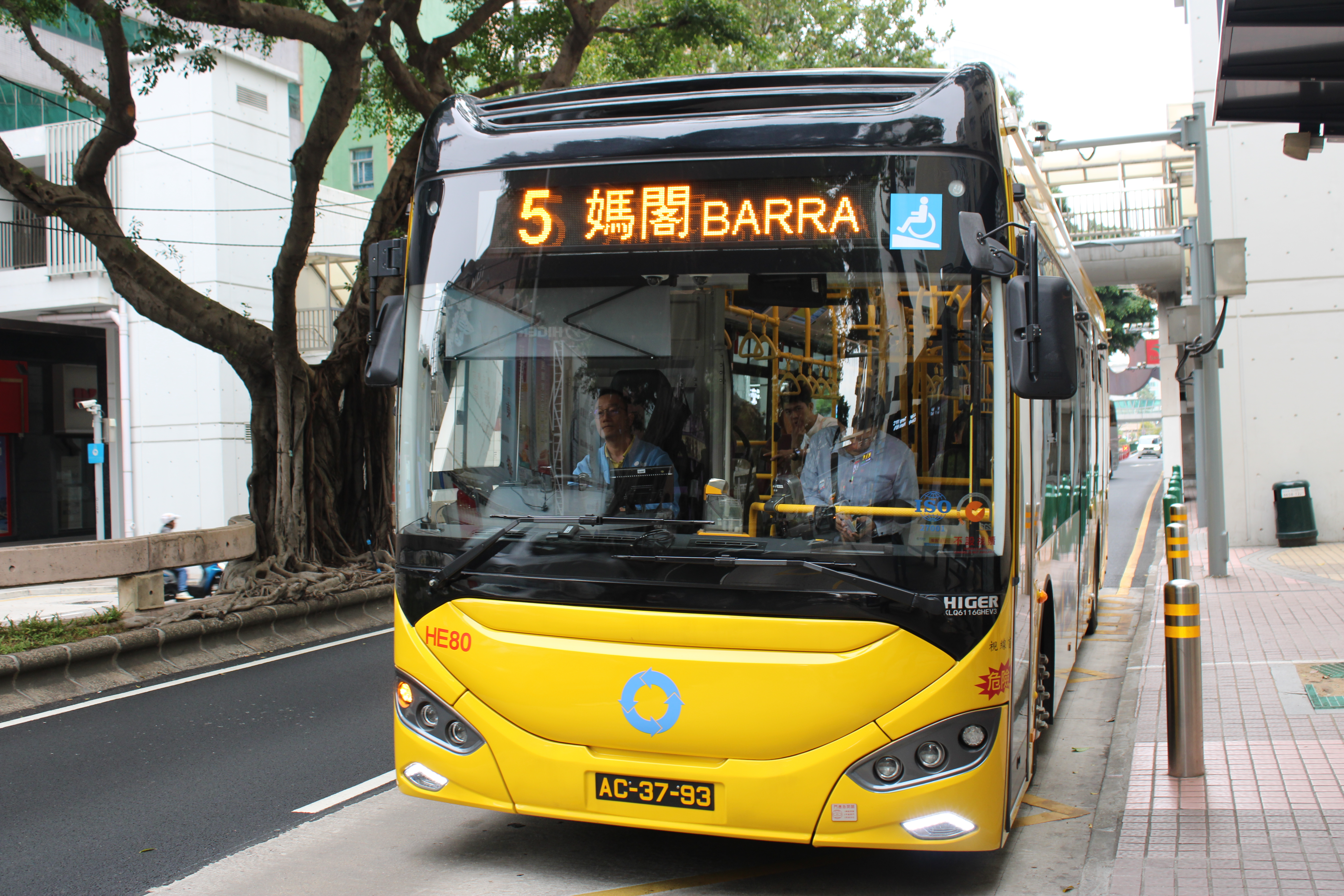
蘇州金龍KLQ6116GHEV3
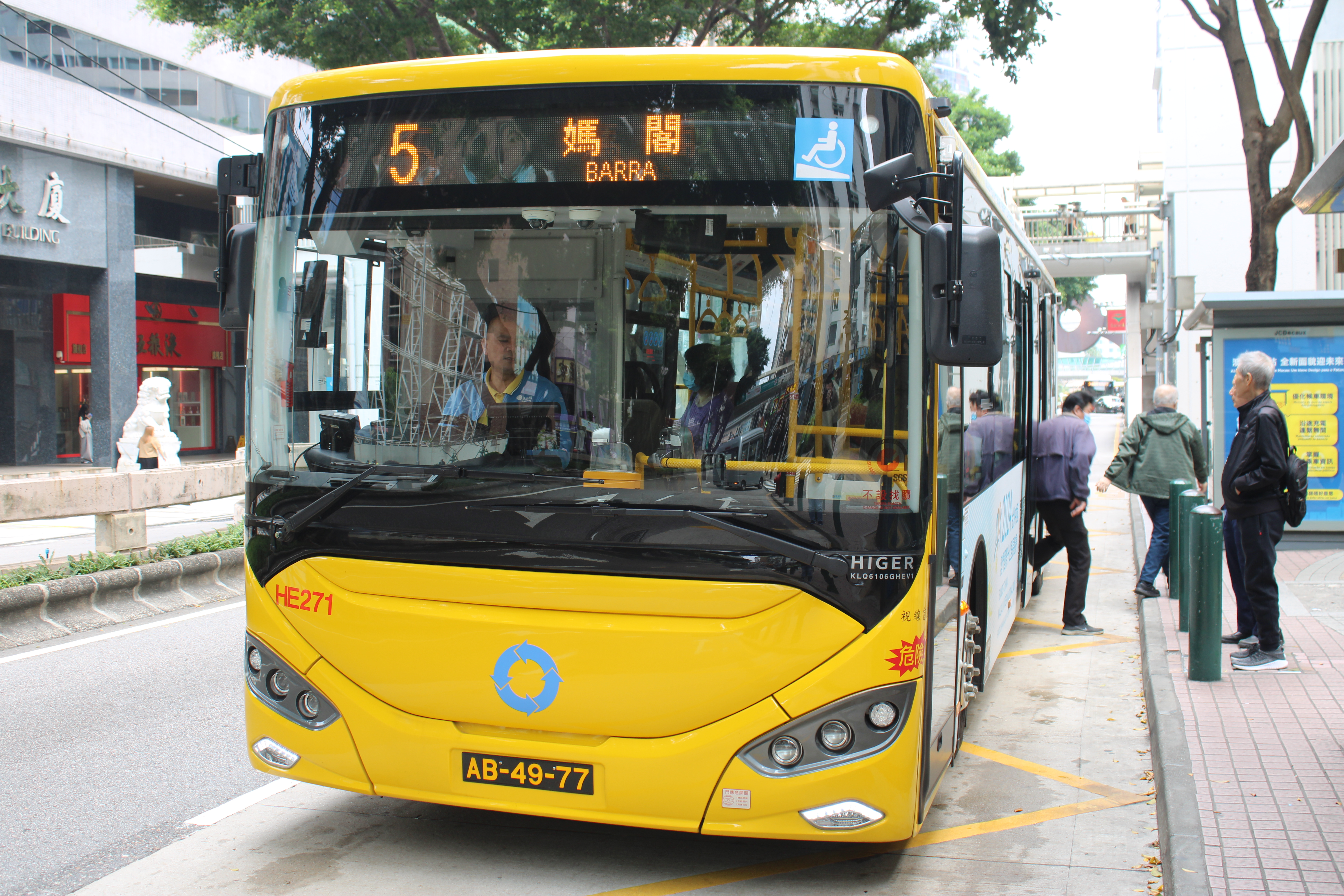
蘇州金龍KLQ6106GHEV1
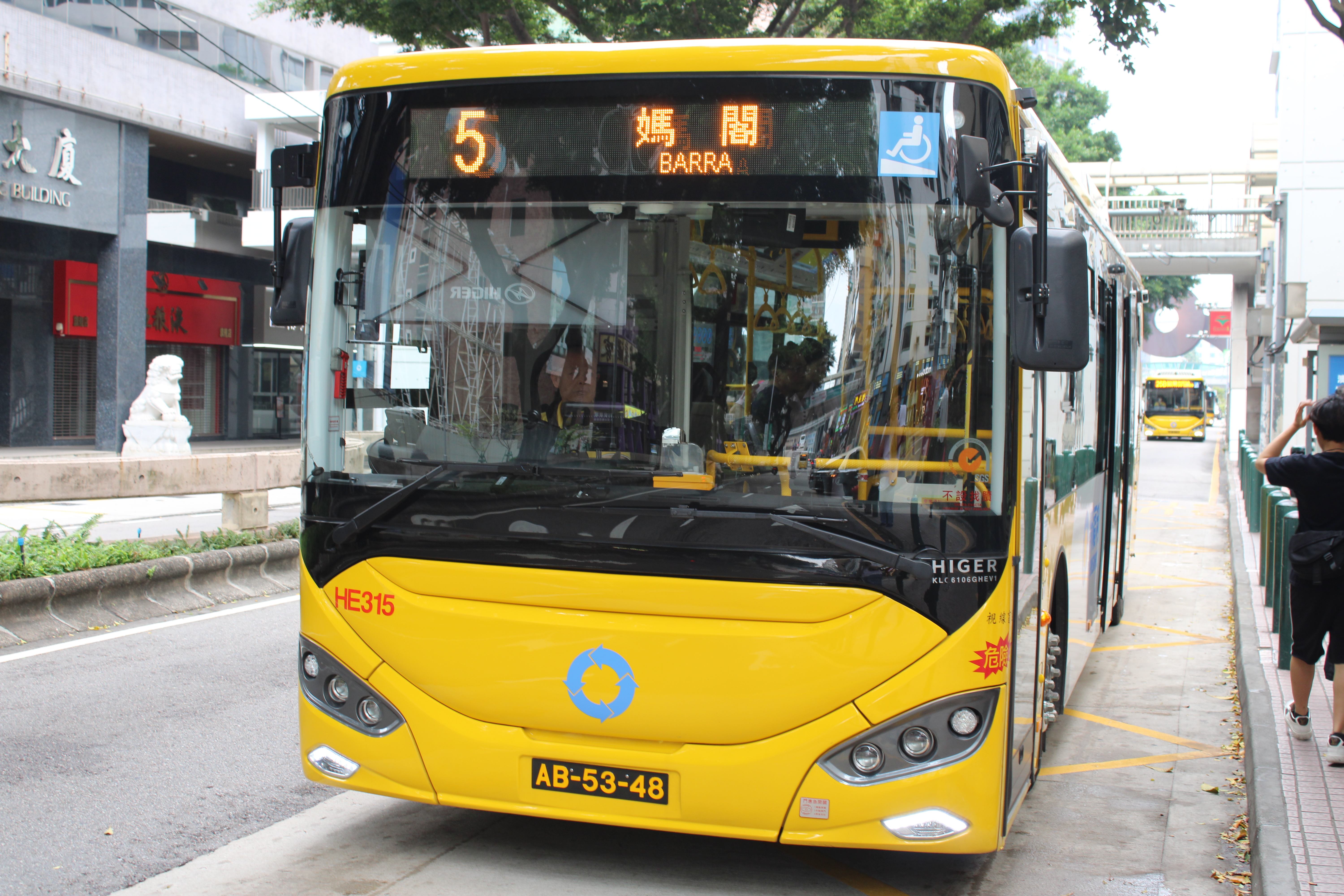
蘇州金龍KLQ6106GHEV1
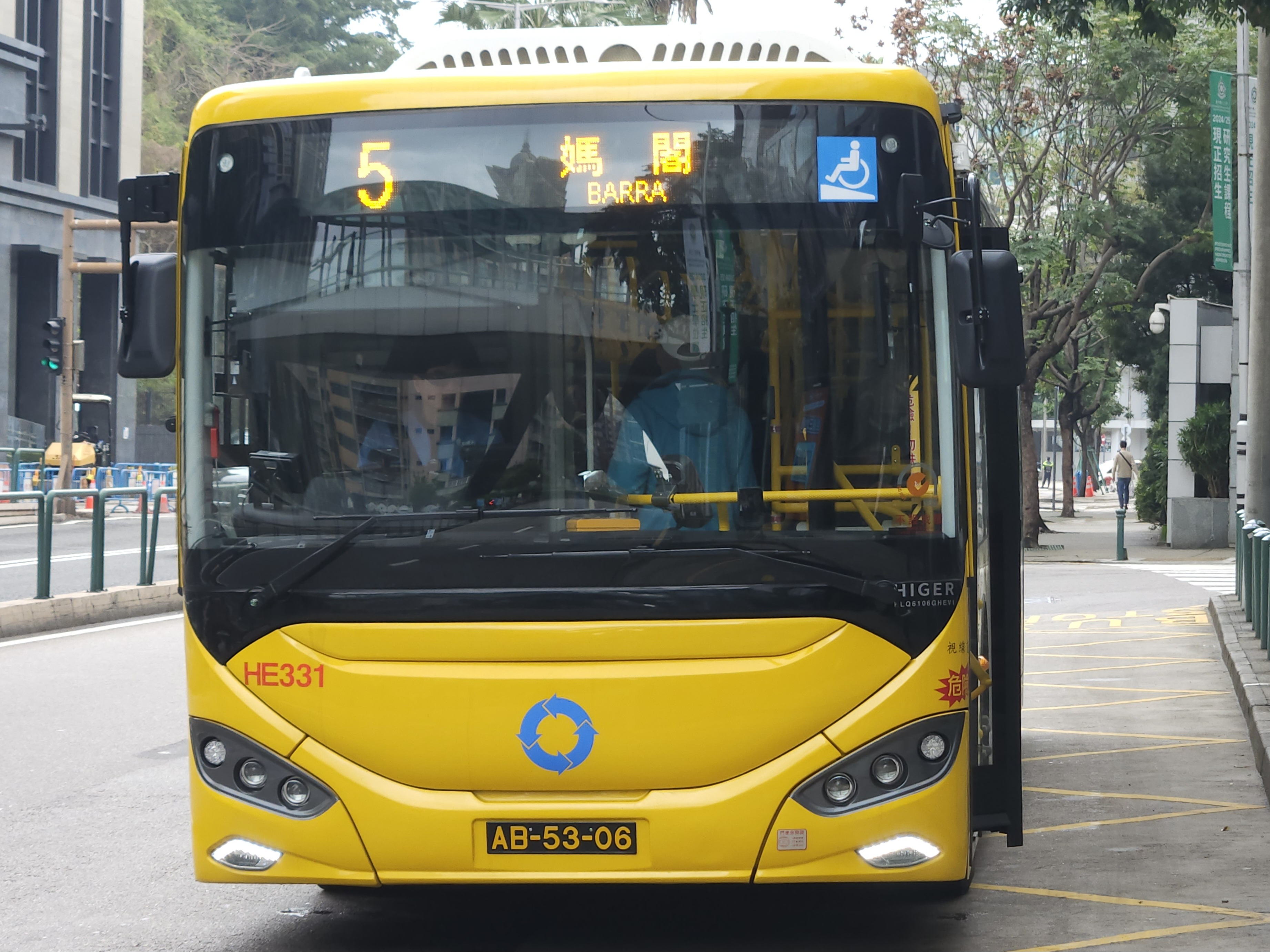
蘇州金龍KLQ6106GHEV1
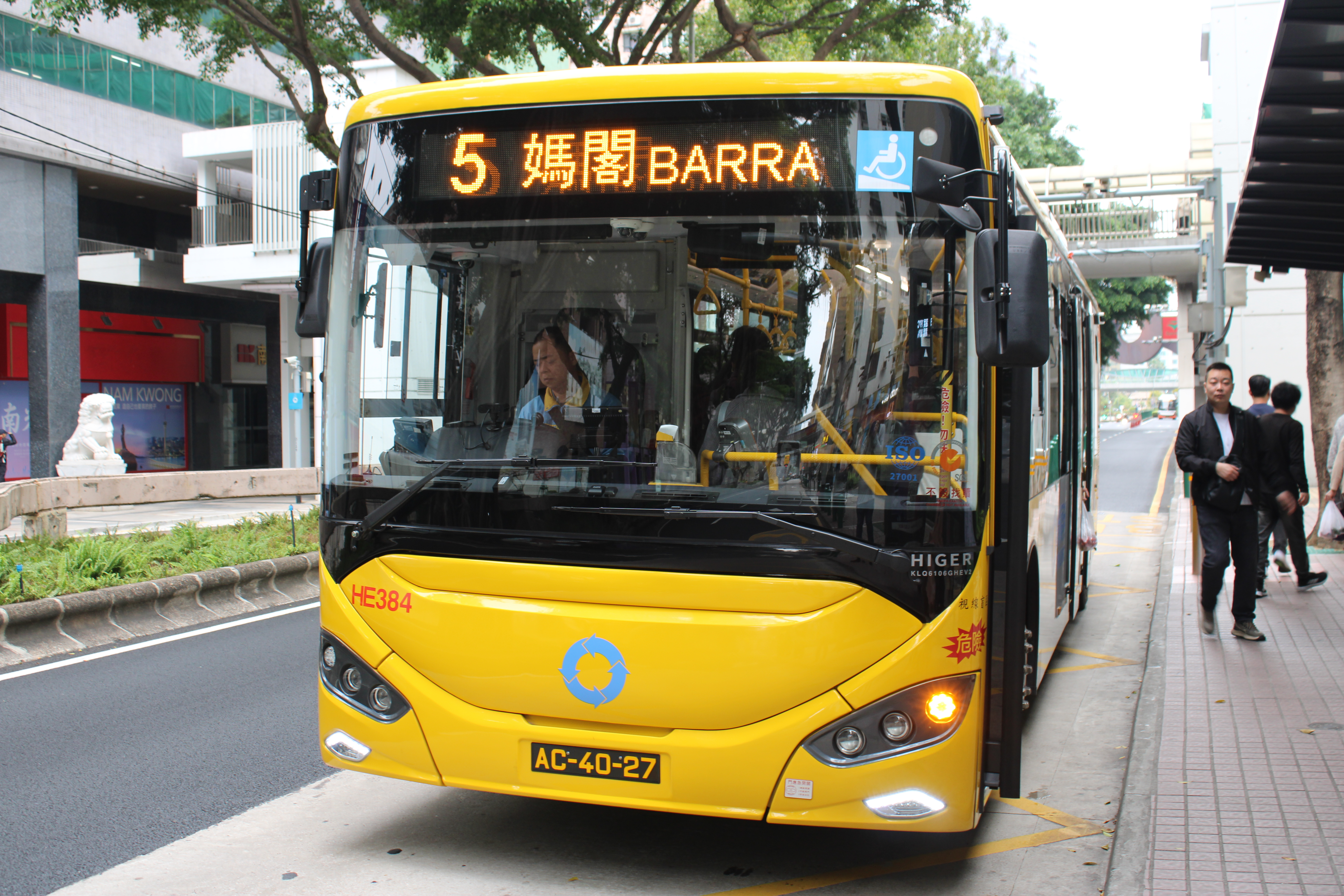
蘇州金龍KLQ6106GHEV2

## 外部連結
- （繁體中文）澳門新福利公共汽車有限公司官方網站 （页面存档备份，存于）